# Miklós Horthy
Miklós Horthy de Nagybánya[a] (Kenderes, 18 de junho de 1868 – Estoril, 9 de fevereiro de 1957) foi um almirante e estadista húngaro que foi regente do Reino da Hungria durante o período entreguerras e a maior parte da Segunda Guerra Mundial, de 1 de março de 1920 a 15 de outubro de 1944.
Horthy começou sua carreira como subtenente na Marinha Austro-Húngara em 1896 e alcançou o posto de contra-almirante em 1918. Participou da Batalha do Estreito de Otranto e ascendeu ao cargo de comandante-em-chefe da Marinha no último ano da Primeira Guerra Mundial. Após motins, o Imperador-Rei Carlos I e IV o nomeou vice-almirante e comandante da Frota, demitindo o almirante anterior. Durante as revoluções e intervenções na Hungria, vindas da Tchecoslováquia, Romênia e Iugoslávia, Horthy retornou a Budapeste com o Exército Nacional. Posteriormente, a Dieta da Hungria ofereceu-lhe o cargo de Regente da Hungria.
Durante o período entreguerras, Horthy liderou uma administração caracterizada pelo conservadorismo nacional e pelo antissemitismo. Sob sua liderança, a Hungria proibiu o Partido Comunista Húngaro e o Partido da Cruz Flechada de extrema-direita liderado por Ferenc Szálasi, e adotou uma política externa revanchista em resposta ao Tratado de Trianon de 1920. O antigo rei da Hungria, Carlos IV, tentou retornar à Hungria duas vezes antes que o governo húngaro cedesse às ameaças aliadas de novas hostilidades em 1921. Posteriormente, Carlos foi escoltado para fora da Hungria e para o exílio, enquanto a Casa de Habsburgo foi formalmente destronada.
Ideologicamente um conservador nacional, Horthy às vezes foi rotulado como fascista. No final da década de 1930, a política externa de Horthy o levou a uma aliança com a Alemanha Nazista contra a União Soviética. Com o apoio de Adolf Hitler, a Hungria conseguiu reocupar certas áreas cedidas aos países vizinhos pelo Tratado de Trianon. Sob a liderança de Horthy, a Hungria forneceu apoio aos refugiados poloneses quando a Alemanha atacou seu país em 1939 e participou da invasão da União Soviética pelas potências do Eixo em junho de 1941. Alguns historiadores consideram Horthy pouco entusiasmado em contribuir para o esforço de guerra alemão e o Holocausto na Hungria (por medo de que isso pudesse sabotar os acordos de paz com as forças aliadas); além disso, várias tentativas foram feitas para fechar um acordo secreto com os Aliados da Segunda Guerra Mundial depois que ficou óbvio que o Eixo perderia a guerra, levando os alemães a invadir e tomar o controle do país em março de 1944 (Operação Margarethe). Entretanto, antes da ocupação nazista da Hungria, 63.000 judeus foram mortos. No final de 1944, 437.000 judeus foram deportados para Auschwitz II-Birkenau, onde a maioria foi gaseada na chegada. O historiador sérvio Zvonimir Golubović afirmou que Horthy não só estava ciente desses massacres genocidas, mas também os aprovou, como os do ataque a Novi Sad.
Em outubro de 1944, Horthy anunciou que a Hungria havia declarado um armistício com os soviéticos e se retirado do Eixo. Ele foi forçado a renunciar, preso pelos alemães e levado para a Baviera, enquanto o Partido da Cruz Flechada governava a Hungria. No final da guerra, ele ficou sob a custódia das tropas americanas. Depois de fornecer provas para o Julgamento dos Ministérios por crimes de guerra em 1948, Horthy se estabeleceu e viveu o resto dos seus anos no exílio em Portugal. Seu livro de memórias, Ein Leben für Ungarn (Uma vida para a Hungria), foi publicado pela primeira vez em 1953. Ele tem a reputação de ser uma figura histórica controversa na Hungria contemporânea.

## Biografia
Miklós Horthy de Nagybánya nasceu em Kenderes, numa família nobre sem título; seu ancestral István Horti foi enobrecido pelo rei Fernando II em 1635. Seu pai, István Horthy de Nagybánya, era membro da Câmara dos Magnatas, a câmara alta da Dieta da Hungria e senhor de uma propriedade 610 hectares. Casou-se com a nobre húngara Paula Halassiy de Dévaványa em 1857. Miklós foi o quarto de seus oito filhos, que foram criados como protestantes na Igreja Reformada da Hungria.
Aos 14 anos, Horthy ingressou na Marinha Austro-Húngara, como cadete na Academia Naval Imperial e Real em Fiume. Como a língua oficial da academia naval era o alemão, Horthy falou húngaro com um leve, mas perceptível, sotaque austro-alemão pelo resto de sua vida. Ele também falava italiano, croata, inglês e francês.
Quando jovem, Horthy viajou pelo mundo e foi diplomata da Áustria-Hungria no Império Otomano e em outros países. Horthy casou-se com Magdolna Purgly de Jószáshely em Arad em 1901. Tiveram quatro filhos: Magdolna (1902), Paula (1903), István (1904) e Miklós (1907). De 1911 a 1914, foi ajudante de campo naval do imperador Francisco José I da Áustria, por quem tinha grande respeito.
No início da Primeira Guerra Mundial, Horthy comandou o encouraçado pré-dreadnought SMS Habsburg. Em 1915, ele ganhou reputação de ousadia ao comandar o novo cruzador leve SMS Novara. Ele planejou o ataque de 1917 à Barragem de Otranto, que resultou na Batalha do Estreito de Otranto, o maior confronto naval da guerra no Mar Adriático. Uma frota consolidada britânica, francesa e italiana enfrentou a força austro-húngara. Apesar da superioridade numérica da frota aliada, a força austríaca saiu vitoriosa da batalha. A frota austríaca permaneceu relativamente ilesa; no entanto, Horthy ficou ferido. Após o motim de Cattaro em fevereiro de 1918, o Imperador Carlos I da Áustria escolheu Horthy entre muitos comandantes seniores como o novo Comandante-em-Chefe da Frota Imperial em março de 1918. Em junho, Horthy planejou outro ataque a Otranto e, afastando-se da estratégia cautelosa de seus antecessores, ele enviou os navios de guerra do império para a missão. Enquanto navegava pela noite, o dreadnought SMS Szent István encontrou torpedeiros italianos MAS e foi afundado, fazendo com que Horthy abortasse a missão. Ele conseguiu preservar o resto da frota do império até que o Imperador Carlos lhe ordenou que a entregasse ao novo Estado dos Eslovenos, Croatas e Sérvios (o antecessor da Iugoslávia) em 31 de outubro.

O fim da guerra fez com que a Hungria se tornasse uma nação sem litoral e, com isso, o novo governo tinha pouca necessidade da experiência naval de Horthy. Ele se aposentou com sua família em sua propriedade particular em Kenderes.

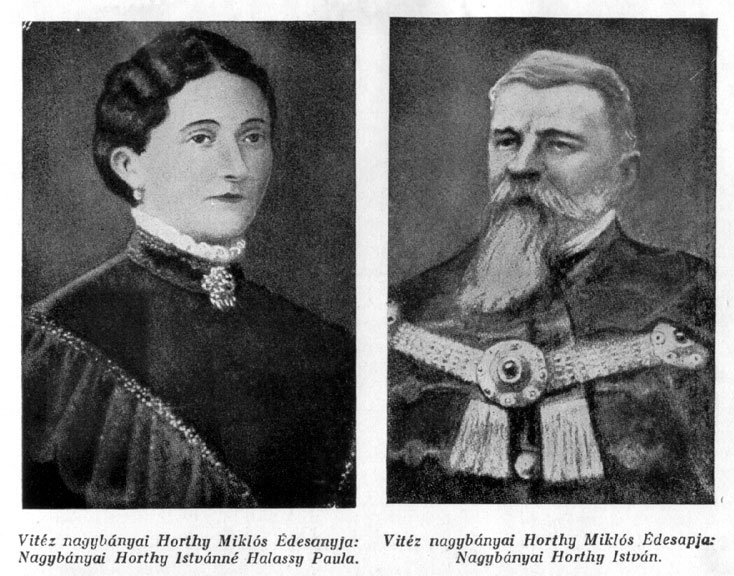
Os pais de Miklós Horthy: Paula Halassiy e István Horthy
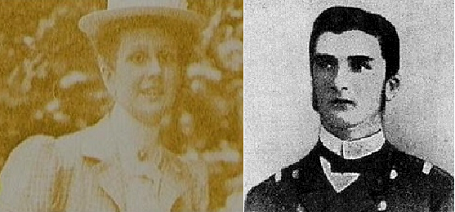
Magdolna Purgly, esposa de Horthy, e Horthy como alferes da Marinha
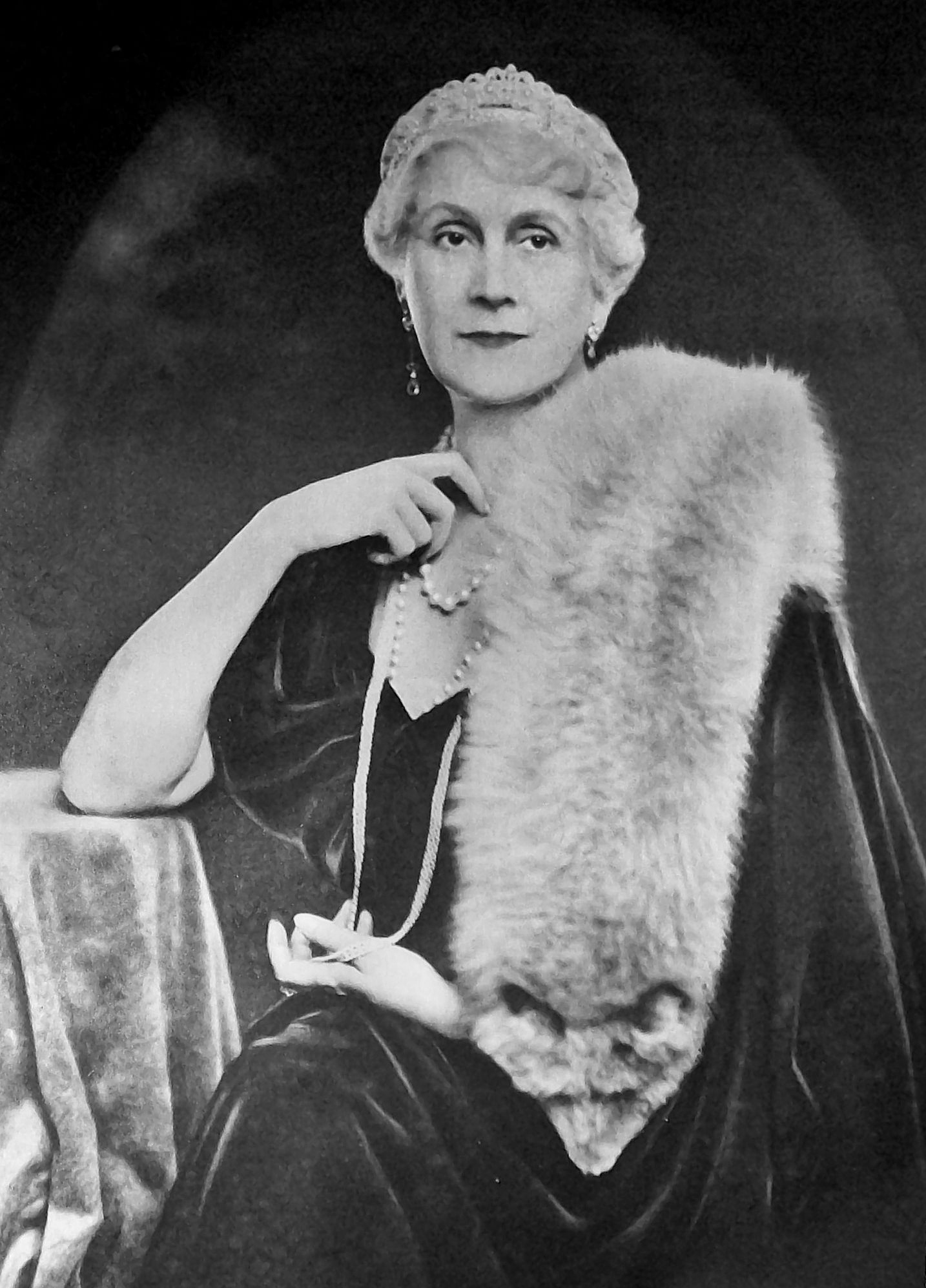
Magdolna Purgly, esposa do almirante Miklós Horthy
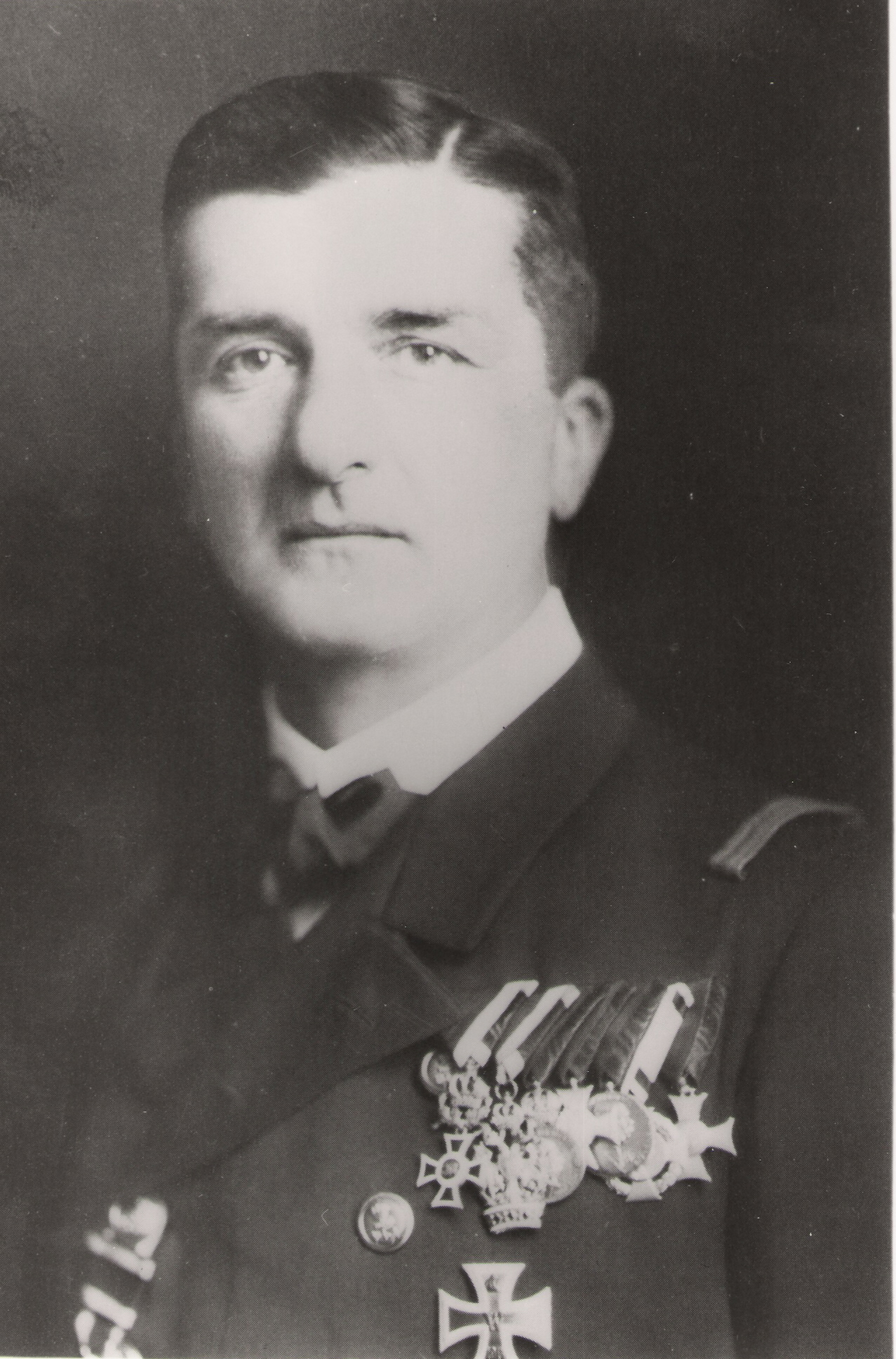
Almirante Miklós Horthy durante a Primeira Guerra Mundial

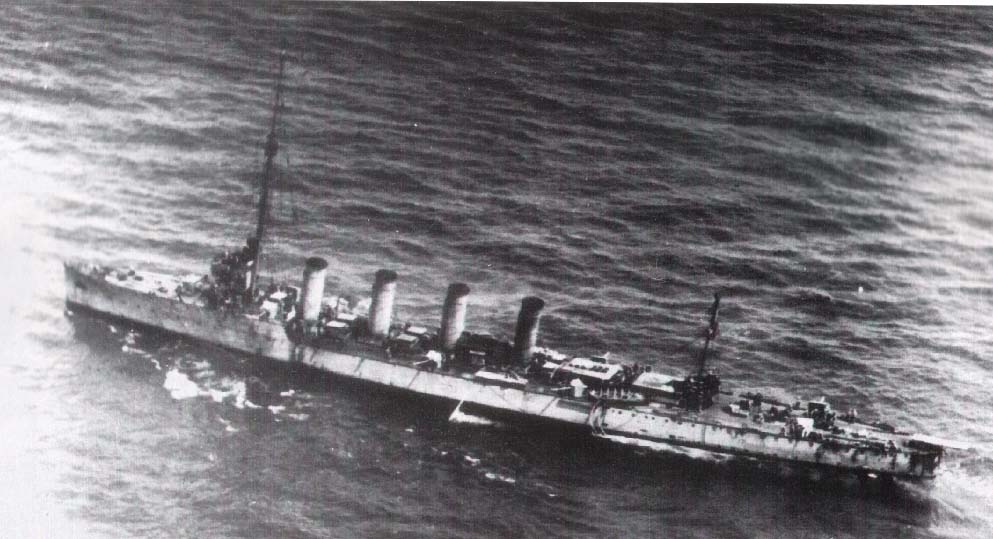
O SMS Novara danificado após a Batalha de Otranto

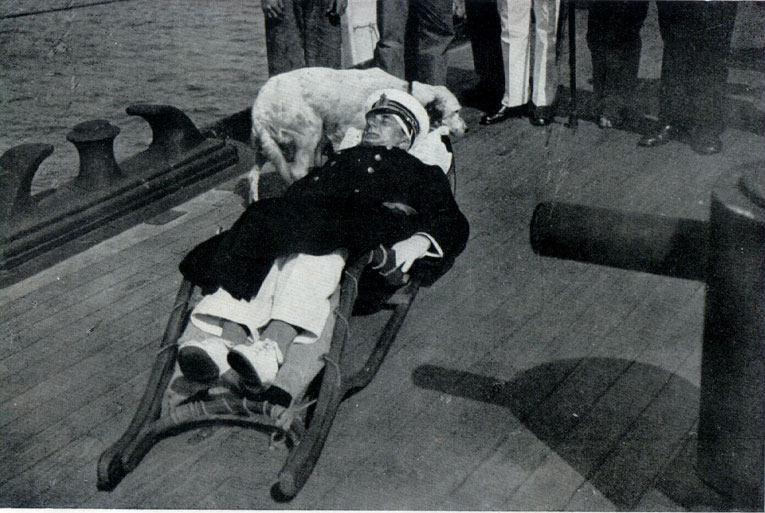
Horthy, gravemente ferido, comandou a frota na Batalha do Estreito de Otranto até cair inconsciente

### Datas de classificação e atribuições
- 1896 – Fregattenleutnant (Tenente de Fragata) (fregatthadnagy – Segundo-Tenente)
- 1900 – Linienschiffleutnant (Tenente de Navio de Linha) (sorhajóhadnagy – Tenente)
- Janeiro de 1901 – SMS Sperber (comandante da embarcação)
- 1902 – SMS Kranich (comandante da embarcação)
- Junho de 1908 – SMS Taurus (comandante da embarcação)
- Agosto de 1908 – SMS Kaiser Karl VI (GDO-Gesamtdetailoffizier – Primeiro Oficial, temporariamente)
- 1 de janeiro de 1909 – Korvettenkapitän (Capitão de Corveta) (korvettkapitány – Capitão-Tenente)
- 1 de novembro de 1909 – Ajudante-de-ordens do imperador Francisco José I
- 1 de novembro de 1911 – Fregattenkapitän (Capitão de Fragata) (fregattkapitány – Capitão de Corveta)
- Dezembro de 1912 a março de 1913 – SMS Budapest (comandante da embarcação)
- 20 de janeiro de 1914 – Linienschiffskapitän (Capitão de Navio de Linha) (sorhajókapitány – Capitão de Mar e Guerra)
- Agosto de 1914 – SMS Habsburg (comandante da embarcação)
- Dezembro de 1914 – SMS Novara (comandante da embarcação)
- 1 de fevereiro de 1918 – SMS Prinz Eugen (1912) (comandante da embarcação)
- 27 de fevereiro de 1918 – Konteradmiral (ellentengernagy – Contra-Almirante)
- 27 de fevereiro de 1918 – Nomeado (último) Comandante em Chefe da Frota (acima de 11 almirantes e 24 capitães de navio de linha seniores) pelo imperador Carlos I
- 30 de outubro de 1918 – Vizeadmiral (altengernagy – Vice-Almirante)

## Período entre guerras, 1919–1939
Os historiadores concordam sobre o conservadorismo da Hungria entre guerras. O historiador István Deák afirma:
Entre 1919 e 1944, a Hungria foi um país de direita. Construído a partir de uma herança contrarrevolucionária, seus governos defendiam uma política "nacionalista cristã"; exaltavam o heroísmo, a fé e a unidade; desprezavam a Revolução Francesa; e desprezavam as ideologias liberais e socialistas do século XIX. Os governos viam a Hungria como um baluarte contra o bolchevismo e seus instrumentos: o socialismo, o cosmopolitismo e a maçonaria. Mantinham o governo de uma pequena camarilha de aristocratas, funcionários públicos e oficiais do exército, cercados de adulação pelo chefe de Estado, o contrarrevolucionário Almirante Horthy.

### Comandante do Exército Nacional
Dois traumas nacionais que se seguiram à Primeira Guerra Mundial moldaram profundamente o espírito e o futuro da nação húngara. A primeira foi a perda, ditada pelos Aliados da Primeira Guerra Mundial, de grandes porções de território húngaro que faziam fronteira com outros países. Essas eram terras que pertenciam à Hungria (então parte da Áustria-Hungria), mas agora foram cedidas principalmente à Tchecoslováquia, Romênia, Áustria e ao Reino dos Sérvios, Croatas e Eslovenos . As excisões, eventualmente ratificadas no Tratado de Trianon de 1920, custaram à Hungria dois terços de seu território e um terço de seus falantes nativos de húngaro; isso foi um terrível golpe psicológico para a população. O segundo trauma começou em março de 1919, quando o líder comunista Béla Kun tomou o poder na capital, Budapeste, depois do primeiro governo protodemocrático na Hungria ter fracassado.

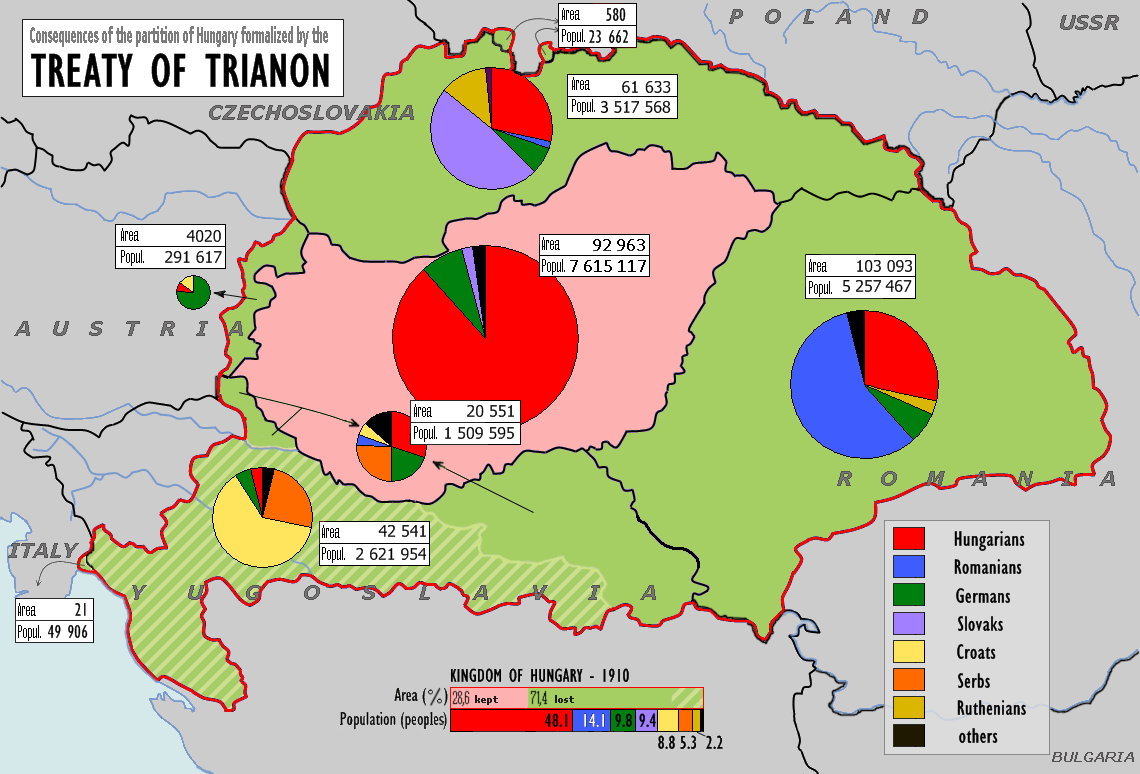
Com o Tratado de Trianon, o Reino da Hungria perdeu 72% de seu território (incluindo a Croácia) e 3,3 milhões de pessoas de etnia húngara.

Kun e seus apoiadores proclamaram uma República Soviética Húngara e prometeram a restauração da antiga grandeza da Hungria. Em vez disso, seus esforços de reconquista falharam, e os húngaros foram alvo de repressão no estilo soviético, na forma de gangues armadas que intimidavam ou assassinavam inimigos do regime. Este período de violência ficou conhecido como o Terror Vermelho.
Poucas semanas após seu golpe, a popularidade de Kun despencou. Em 30 de maio de 1919, políticos anticomunistas formaram um governo contrarrevolucionário na cidade de Szeged, no sul, que estava ocupada pelas forças francesas na época. Lá, Gyula Károlyi, o primeiro-ministro do governo contra-revolucionário, pediu ao ex-almirante Horthy, ainda considerado um herói de guerra, para ser o Ministro da Guerra no novo governo e assumir o comando de uma força contra-revolucionária que seria chamada de Exército Nacional (em húngaro: Nemzeti Hadsereg). Horthy consentiu e chegou a Szeged em 6 de junho. Logo depois, por ordens das potências aliadas, um gabinete foi reformado, e Horthy não recebeu nenhum assento nele. Destemido, Horthy conseguiu manter o controle do Exército Nacional ao separar o comando do exército do Ministério da Guerra.
Após o colapso do governo comunista e a fuga de seus líderes, forças romenas apoiadas pela França entraram em Budapeste em 6 de agosto de 1919. Em retaliação ao Terror Vermelho, equipes reacionárias se vingaram em uma onda de repressão violenta de dois anos, conhecida hoje como Terror Branco. Estas represálias foram organizadas e executadas por oficiais do Exército Nacional de Horthy, particularmente Pál Prónay, Gyula Ostenburg-Moravek e Iván Héjjas. Suas vítimas eram principalmente comunistas, social-democratas e judeus. A maioria dos judeus húngaros não apoiava os bolcheviques, mas grande parte da liderança da República Soviética Húngara era composta por jovens intelectuais judeus, e a raiva pela revolução comunista traduziu-se facilmente em hostilidade antissemita.

Em Budapeste, Prónay instalou sua unidade no Hotel Britannia, onde o grupo aumentou para o tamanho de um batalhão. Seu programa de ataques violentos continuou; eles planejaram um pogrom contra os judeus em toda a cidade até que Horthy descobriu e colocou um fim nisso. Em seu diário, Prónay relatou que Horthy:
Repreendeu-me pelos muitos cadáveres de judeus encontrados em várias partes do país, especialmente na Transdanúbia. Isso, enfatizou, dava à imprensa estrangeira munição extra contra nós. Disse-me que deveríamos parar de assediar os judeus de baixa renda; em vez disso, deveríamos matar alguns judeus importantes (do governo Kun), como Somogyi ou Vázsonyi – essas pessoas merecem muito mais punição… Em vão, tentei convencê-lo de que os jornais liberais estariam contra nós de qualquer maneira, e não importava que matássemos apenas um judeu ou todos eles.
O grau de responsabilidade de Horthy pelos excessos de Prónay é contestado. Em diversas ocasiões, Horthy tentou impedir que Prónay tivesse uma explosão particularmente excessiva de crueldade antijudaica, e os judeus de Pest declararam publicamente que absolveram Horthy da responsabilidade pelo Terror Branco já no outono de 1919, quando divulgaram uma declaração repudiando a revolução Kun e culpando algumas unidades do Exército Nacional pelo terror. Nunca foi descoberto que Horthy tenha se envolvido pessoalmente em atrocidades do Terror Branco. Mas o seu biógrafo americano, Thomas L. Sakmyster, concluiu que ele "apoiou tacitamente os destacamentos de oficiais de direita" que levaram a cabo o terror; Horthy chamou-lhes "os meus melhores homens".  O almirante também tinha razões práticas para ignorar o terror que os seus oficiais causaram, uma vez que precisava dos oficiais dedicados para ajudar a estabilizar o país. No entanto, demorou pelo menos mais um ano para que o terror diminuísse. No verão de 1920, o governo de Horthy tomou medidas para controlar e, eventualmente, dispersar os batalhões reacionários. Prónay conseguiu minar estas medidas, mas apenas por um curto período de tempo. Prónay foi levado a julgamento por extorquir um rico político judeu e por "insultar o Presidente do Parlamento" ao tentar encobrir a extorsão. Considerado culpado de ambas as acusações, Prónay agora era um fardo e uma vergonha. O seu comando foi revogado e ele foi denunciado como um criminoso comum no parlamento húngaro.
Depois de cumprir curtas penas de prisão, Prónay tentou convencer Horthy a restaurar o comando de seu batalhão. O Batalhão Prónay permaneceu por mais alguns meses sob o comando de um oficial subalterno, mas o governo dissolveu oficialmente a unidade em janeiro de 1922 e expulsou seus membros do exército. Prónay entrou na política como membro da oposição de direita do governo. Na década de 1930, ele tentou, mas não conseguiu, imitar os nazistas ao gerar um movimento de massa fascista húngaro. Em 1932, ele foi acusado de incitação, condenado a seis meses de prisão e destituído de seu posto de tenente-coronel. Prónay apoiaria a Cruz Flechada pró-nazista e lideraria ataques contra judeus antes de ser capturado pelas tropas soviéticas em algum momento durante ou após a Batalha de Budapeste de 1944-45, morrendo em cativeiro em 1947/1948.
Não se sabe exatamente o quanto Horthy sabia sobre os excessos do Terror Branco. O próprio Horthy recusou-se a pedir desculpas pela selvageria dos seus destacamentos de oficiais, escrevendo mais tarde: "Não tenho razão para encobrir actos de injustiça e atrocidades cometidas quando uma vassoura de ferro sozinha poderia varrer o país." Ele apoiou a justificação poética de Edgar von Schmidt-Pauli para as represálias dos brancos ("O inferno solto na Terra não pode ser subjugado pelo bater das asas dos anjos"), observando que "os comunistas na Hungria, discípulos voluntários dos bolcheviques russos, tinham de facto solto o inferno."

O Comitê Internacional da Cruz Vermelha (CICV), em um relatório interno do delegado George Burnier, declarou o seguinte em abril de 1920:
Existem duas organizações militares distintas na Hungria: o exército nacional e uma espécie de guarda civil que foi formada com a queda do regime comunista. É esta última a responsável por todos os atos reprováveis cometidos. O governo conseguiu retomar o controle dessas organizações há apenas algumas semanas. Elas agora são bem disciplinadas e colaboram com as forças policiais municipais.
Essa profunda hostilidade ao comunismo seria o legado mais duradouro da revolução fracassada de Kun. Foi uma convicção compartilhada por Horthy e pela classe dominante de seu país que ajudaria a levar a Hungria a uma aliança fatídica com Adolf Hitler.
A nação dos húngaros amava e admirava Budapeste, que se tornou sua poluidora nos últimos anos. Aqui, às margens do Danúbio, eu a acuso. Esta cidade renegou seus mil anos de tradição, arrastou a Santa Coroa e as cores nacionais para a poeira, vestiu-se com trapos vermelhos. Os melhores da nação ela jogou em masmorras ou exilou. Ela arruinou nossas propriedades e esbanjou nossas riquezas. No entanto, quanto mais nos aproximávamos desta cidade, mais rapidamente o gelo em nossos corações derretia. Agora estamos prontos para perdoá-la.

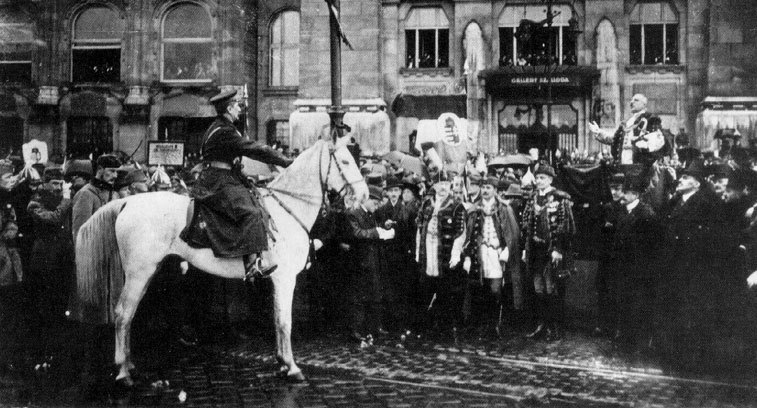
O almirante Miklós Horthy entra em Budapeste à frente do Exército Nacional, em 16 de novembro de 1919. Ele é recebido por autoridades da cidade em frente ao Hotel Gellért. O exército romeno retirou-se de Budapeste em 14 de novembro, deixando Horthy entrar na cidade, onde, num discurso inflamado, acusou os cidadãos da capital de traírem a Hungria ao apoiarem o bolchevismo.

Após a pressão das potências aliadas, as tropas romenas finalmente evacuaram a Hungria em 25 de fevereiro de 1920.

### Regente

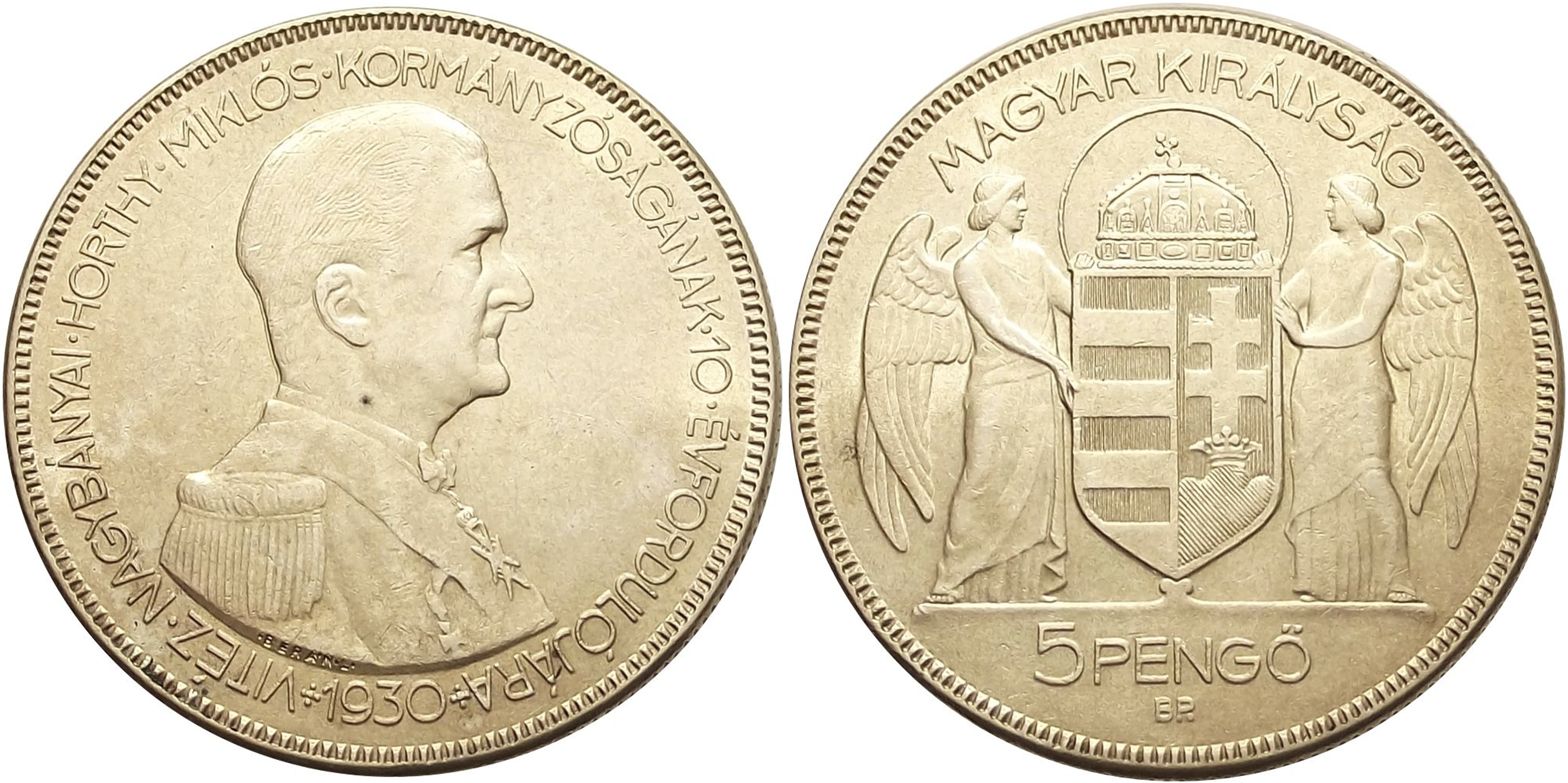
Moeda de prata: 5 Pengő - Miklós Horthy

Em 1.º de março de 1920, a Assembleia Nacional da Hungria restabeleceu o Reino da Hungria. Era evidente que os Aliados da Primeira Guerra Mundial não aceitariam o retorno do Rei Carlos IV (antigo imperador austro-húngaro) do exílio. Em vez disso, com oficiais do Exército Nacional controlando o prédio do parlamento, a assembleia votou para instalar Horthy como regente; ele derrotou o conde Albert Apponyi por 131 votos a 7.
O Bispo Ottokár Prohászka então liderou uma pequena delegação para encontrar Horthy, anunciando: "O Parlamento da Hungria o elegeu Regente! Aceitaria o cargo de Regente da Hungria?". Para espanto deles, Horthy recusou, a menos que os poderes do cargo fossem expandidos. Enquanto Horthy hesitava, os políticos cederam às suas exigências e concederam-lhe "as prerrogativas gerais do rei, com exceção do direito de nomear títulos de nobreza e do patrocínio da Igreja". As prerrogativas que lhe foram dadas incluíam o poder de nomear e demitir primeiros-ministros, de convocar e dissolver o parlamento e de comandar as forças armadas. Com esses amplos poderes garantidos, Horthy fez o juramento de posse. Ele foi denominado Sua Alteza Sereníssima o Regente do Reino da Hungria (em húngaro: Ő Főméltósága a Magyar Királyság Kormányzója). De qualquer forma, o monarca anterior, Carlos I (Carlos IV na Hungria) tentou recuperar seu trono duas vezes.

Estandarte de Miklós Horthy como regente da Hungria

O estado húngaro era legalmente um reino, mas não tinha rei, pois as potências aliadas não tolerariam qualquer restabelecimento da dinastia dos Habsburgos. O país manteve seu sistema parlamentar após a dissolução da Áustria-Hungria, com um primeiro-ministro nomeado chefe de governo. Como chefe de Estado, Horthy manteve uma influência significativa através dos seus poderes constitucionais e da lealdade dos seus ministros à coroa. Embora seu envolvimento na elaboração de legislação tenha sido minúsculo, ele teve a capacidade de garantir que as leis aprovadas pelo parlamento húngaro estivessem de acordo com suas preferências políticas.

#### Tentativas de Károlyi de remover Horthy
O ex-presidente da Primeira República Húngara, Conde Mihály Károlyi, iniciou vigorosas atividades de propaganda contra o emergente regime Horthy. Károlyi tentou negociar principalmente com os criadores da hostil Pequena Entente, Masaryk e Beneš, bem como com o chanceler social-democrata austríaco, Karl Renner. Eles queriam alcançar o desarmamento do Exército Nacional Húngaro e a remoção de Horthy, mesmo com a ajuda de tropas estrangeiras e intervenção. No entanto, o efeito permaneceu pequeno: Renner e Beneš enviaram um memorando às Potências Aliadas Ocidentais, mas a liderança das Potências da Entente já havia decidido que Horthy deveria permanecer no poder.

### Buscando reparação pelo Tratado de Trianon

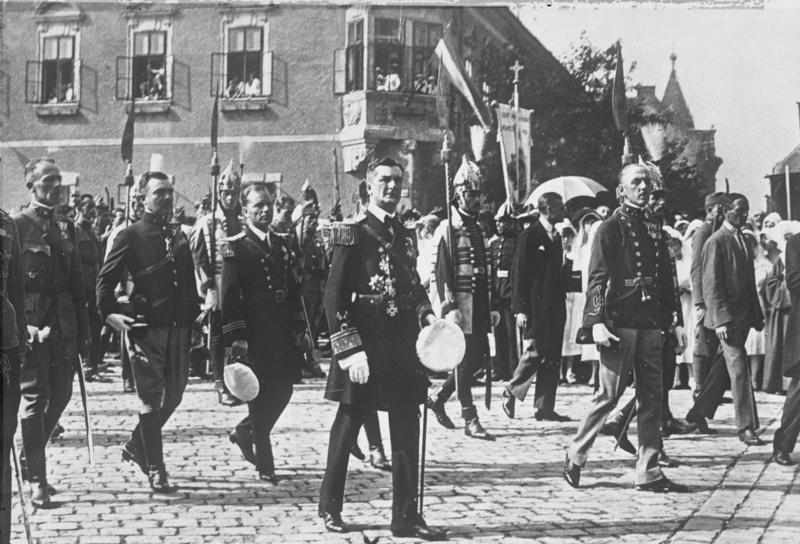
Horthy em Budapeste, agosto de 1931

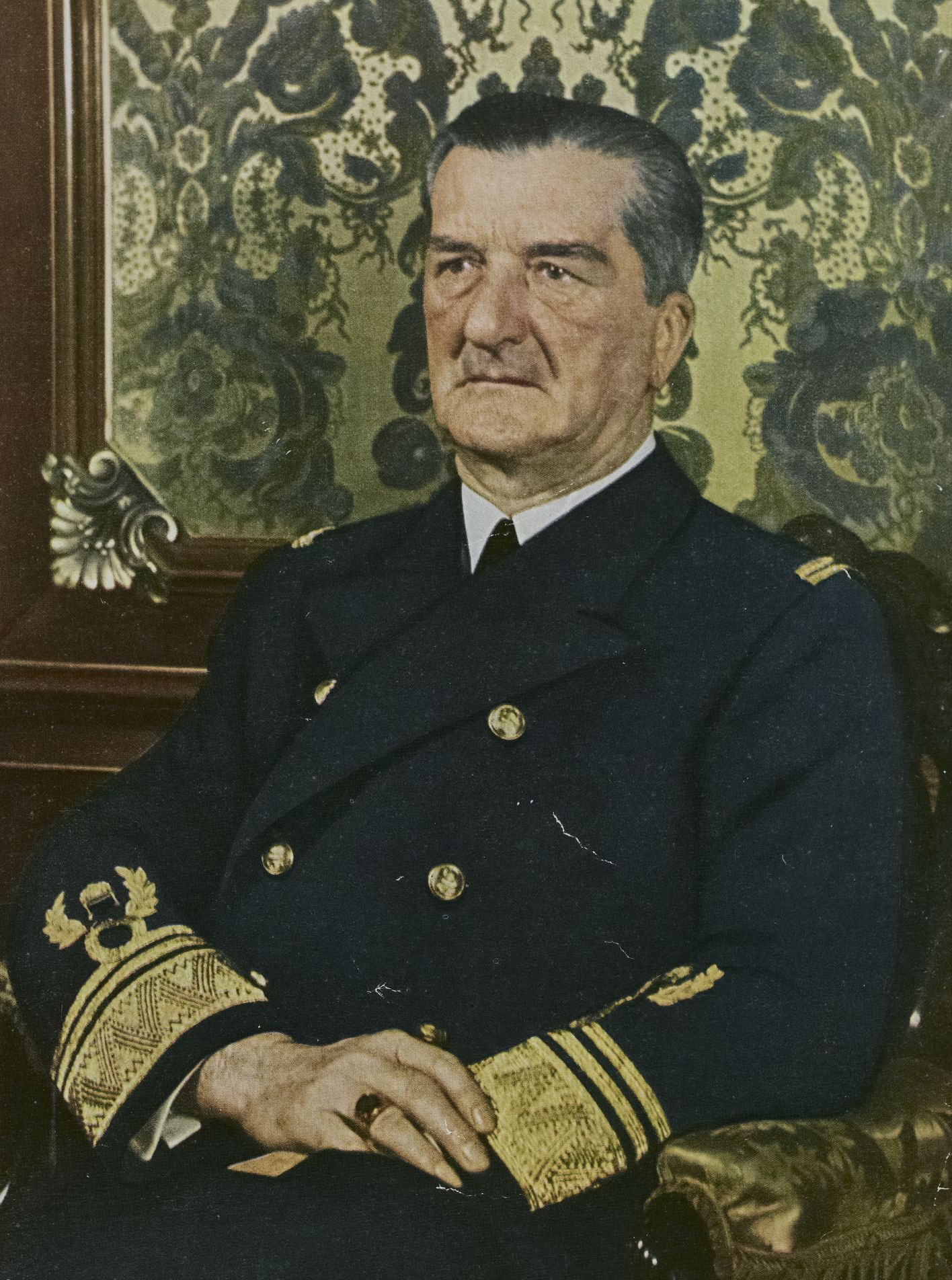
Horthy em 1932

A historiadora húngara Magda Ádám escreveu em seu estudo Sistema de Versalhes e Europa Central (2006): "Hoje sabemos que a ruína da Europa Central foi a Pequena Entente, aliança militar da Tchecoslováquia, Romênia e o Reino dos Sérvios, Croatas e Eslovenos (mais tarde Iugoslávia), criada em 1921 não para a cooperação da Europa Central nem para lutar contra a expansão alemã, mas em uma noção erroneamente percebida de que uma Hungria completamente impotente deve ser mantida subjugada".
A primeira década do reinado de Horthy foi consumida principalmente pela estabilização da economia e do sistema político húngaro. O principal parceiro de Horthy nesses esforços foi seu primeiro-ministro István Bethlen. Era de conhecimento geral que Horthy era um anglófilo, e o apoio político e económico britânico desempenhou um papel significativo na estabilização e consolidação da era Horthy inicial no Reino da Hungria.

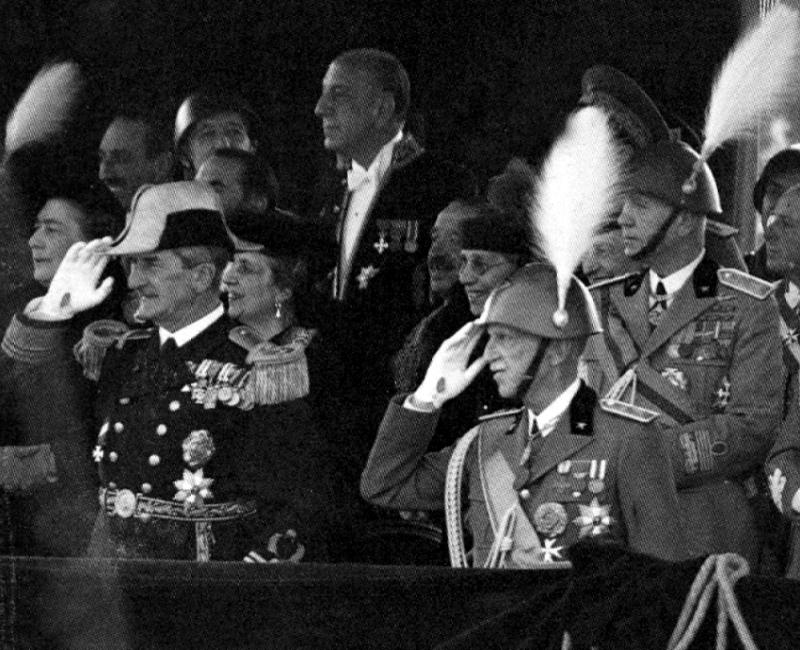
Miklós Horthy com o Rei Vítor Emanuel III da Itália em Roma em 25 de novembro de 1936, durante um desfile militar na Via dell'Impero

Bethlen procurou estabilizar a economia enquanto construía alianças com nações mais fracas que pudessem promover a causa da Hungria. Essa causa era, principalmente, reverter as perdas do Tratado de Trianon. As humilhações do tratado de Trianon continuaram a ocupar um lugar central na política externa húngara e no imaginário popular. O indignado slogan anti-Trianon "Nem, nem soha!" (“Não, não, nunca!”) tornou-se um lema onipresente da indignação húngara. Quando em 1927 o magnata da imprensa britânica Lord Rothermere denunciou as partições ratificadas em Trianon nas páginas do seu Daily Mail, uma carta oficial de gratidão foi avidamente assinada por 1,2 milhões de húngaros.

Mas a estabilidade da Hungria era precária, e a Grande Depressão prejudicou grande parte do equilíbrio econômico de Bethlen. Horthy o substituiu por um velho confederado reacionário de seus dias em Szeged: Gyula Gömbös. Gömbös era um antissemita declarado e um fascista iniciante. Embora tenha concordado com as exigências de Horthy de que moderasse sua retórica antijudaica e trabalhasse amigavelmente com a grande classe profissional judaica da Hungria, o mandato de Gömbös começou a balançar o humor político da Hungria fortemente para a direita. John Gunther afirmou que Horthy:
embora reacionário no que diz respeito às ideias sociais ou económicas, é na verdade o guardião do constitucionalismo e do que resta de democracia no país, porque é em grande parte a sua influência que impede qualquer primeiro-ministro de abolir o parlamento e estabelecer um regime ditatorial.
Gömbös resgatou a economia em dificuldades garantindo garantias comerciais da Alemanha — uma estratégia que posicionou a Alemanha como principal parceira comercial da Hungria e ligou o futuro da Hungria ainda mais fortemente ao de Hitler. Ele também garantiu a Hitler que a Hungria se tornaria rapidamente um estado de partido único, inspirado no controle do partido nazista na Alemanha. Gömbös morreu em 1936 antes de realizar seus objetivos mais extremos, mas deixou sua nação rumo a uma parceria firme com o ditador alemão.

## Segunda Guerra Mundial e o Holocausto

### Aliança desconfortável

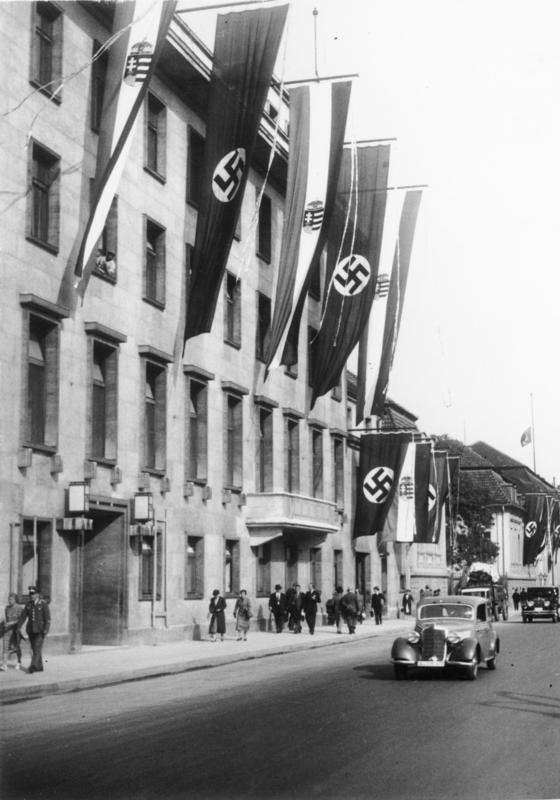
Bandeiras alemã e húngara em Berlim

A Hungria entrou então em intrincadas manobras políticas com o regime de Adolf Hitler, e Horthy começou a desempenhar um papel maior e mais público na condução da Hungria por esse caminho perigoso.
Para Horthy, Hitler serviu como um baluarte contra a invasão ou invasão soviética. Horthy estava obcecado com a ameaça comunista. Um diplomata americano observou que as tiradas anticomunistas de Horthy eram tão comuns e ferozes que os diplomatas "as desconsideravam como uma fobia".
Horthy claramente via seu país como preso entre duas potências mais fortes, ambas perigosas; evidentemente, ele considerava Hitler o mais administrável dos dois, pelo menos no início. Hitler conseguiu exercer maior influência sobre a Hungria do que a União Soviética, não apenas como principal parceiro comercial do país, mas também porque pôde ajudar com duas das principais ambições de Horthy: manter a soberania húngara e satisfazer o desejo nacional de recuperar as antigas terras húngaras. A estratégia de Horthy era de alianças cautelosas, às vezes até relutantes. Os meios pelos quais o regente atendeu ou resistiu às exigências de Hitler, especialmente no que diz respeito à ação militar húngara e ao tratamento dos judeus húngaros, continuam sendo o critério central pelo qual sua carreira foi julgada. A relação de Horthy com Hitler era, segundo ele próprio, tensa – em grande parte devido, disse ele, à sua relutância em adaptar as políticas da sua nação aos desejos do líder alemão.
A atitude de Horthy em relação a Hitler era ambivalente. Por um lado, a Hungria era um estado irredentista que se recusava a aceitar as fronteiras impostas pelo Tratado de Trianon. Além disso, os três estados com os quais a Hungria tinha disputas territoriais, a saber, Tchecoslováquia, Iugoslávia e Romênia, eram todos aliados da França, então uma aliança germano-húngara parecia lógica. Por outro lado, o Almirante Horthy era um bom navalista que acreditava que o poder marítimo era o fator mais importante na guerra. Ele sentia que a Grã-Bretanha, como a maior potência marítima do mundo, derrotaria inevitavelmente a Alemanha caso outra guerra começasse. Durante um encontro com Hitler em 1935, Horthy ficou muito satisfeito quando Hitler o informou que queria que a Alemanha e a Hungria dividissem a Tchecoslováquia, mas Horthy continuou dizendo a Hitler que ele deveria ter cuidado para não fazer nada que pudesse causar uma guerra anglo-germânica porque o poder marítimo britânico, mais cedo ou mais tarde, causaria a derrota da Alemanha Nazista. Horthy sempre esteve dividido entre a sua crença de que uma aliança com a Alemanha era a única forma de rever Trianon e a sua crença de que a guerra contra a ordem internacional só poderia terminar em derrota.
Em agosto de 1938, quando Horthy, sua esposa e alguns políticos húngaros pegaram um trem especial de Budapeste para a Alemanha, a SA e outras formações nacional-socialistas deram as boas-vindas cerimonialmente à delegação na estação ferroviária de Passau. O trem então continuou para Kiel para o batismo do cruzador alemão Prinz Eugen.
Durante sua visita de estado, Hitler pediu a Horthy tropas e material para participar da invasão planejada pela Alemanha à Tchecoslováquia. Em troca, Horthy relatou mais tarde: "Ele me fez entender que, como recompensa, deveríamos ter permissão para manter o território que havíamos invadido." Horthy disse que recusou, insistindo com Hitler que as reivindicações da Hungria sobre as terras disputadas deveriam ser resolvidas por meios pacíficos.

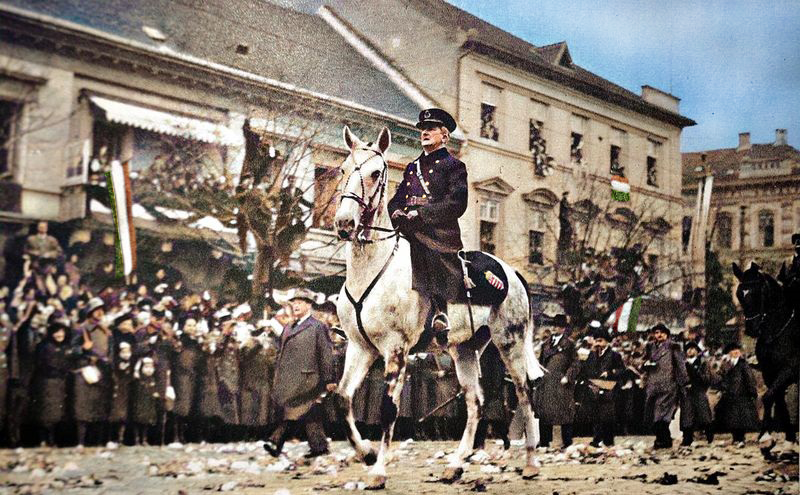
Horthy na anexação do sudeste da Tchecoslováquia, Kassa (atual Košice), 11 de novembro de 1938

Três meses depois, após o Acordo de Munique ter colocado o controle dos Sudetos da Tchecoslováquia nas mãos de Hitler, pela Primeira Concessão de Viena a Hungria anexou algumas partes do sudeste da Tchecoslováquia. Horthy cavalgou entusiasticamente para os territórios reconquistados à frente de suas tropas, sendo recebido por húngaros étnicos emocionados: "Enquanto eu passava pelas estradas, as pessoas se abraçavam, caíam de joelhos e choravam de alegria porque a libertação finalmente havia chegado a elas, sem guerra, sem derramamento de sangue." Mas por mais "pacífica" que essa anexação tenha sido, e por mais justa que tenha parecido a muitos húngaros, foi um dividendo da ousadia e das ameaças de guerra de Hitler, nas quais a Hungria agora era inextricavelmente cúmplice. A Hungria estava agora comprometida com a agenda do Eixo: em 24 de fevereiro de 1939, aderiu ao Pacto Anti-Comintern e, em 11 de abril, retirou-se da Liga das Nações. Os jornalistas americanos começaram a referir-se à Hungria como “o chacal da Europa”.
Esta combinação de ameaça e recompensa aproximou a Hungria do estatuto de estado cliente nazista. Em março de 1939, quando Hitler tomou o que restava da Tchecoslováquia à força, a Hungria foi autorizada a anexar a Rutênia dos Cárpatos. Após um conflito com a Primeira República Eslovaca durante a Guerra Eslovaco-Húngara de 1939, a Hungria ganhou mais territórios. Em agosto de 1940, Hitler interveio em favor da Hungria mais uma vez. Após as negociações fracassadas entre a Hungria e a Romênia, a Hungria anexou o norte da Transilvânia da Romênia pela Segunda Conquista de Viena.

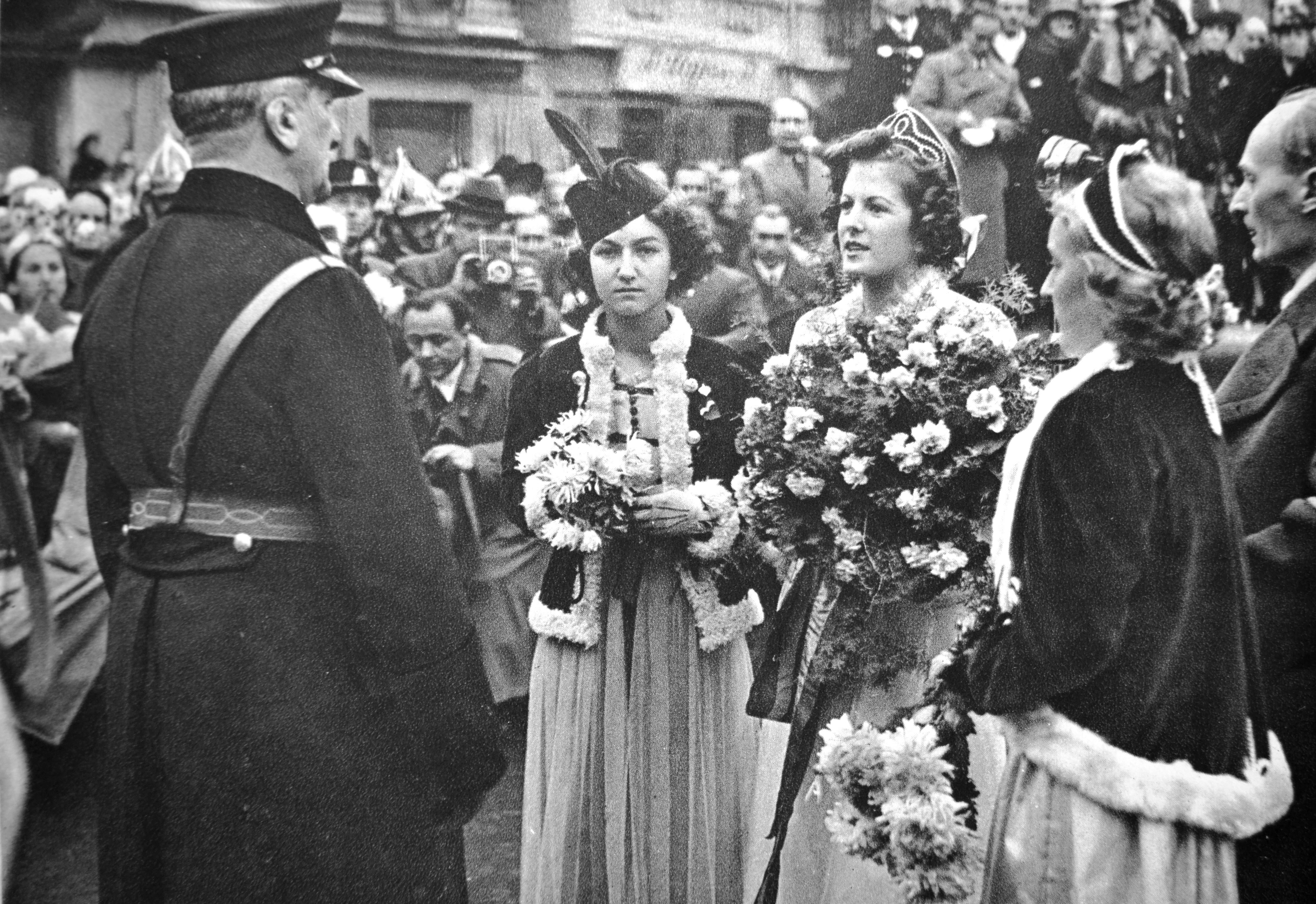
Horthy durante a entrada dos húngaros em Komárom (atual Komárno), após a Primeira Conquista de Viena, em novembro de 1938

Mas, apesar da sua cooperação com o regime nazi, Horthy e o seu governo seriam melhor descritos como " conservadores autoritários" do que como "fascistas". Certamente, Horthy era tão hostil aos movimentos fascistas e ultranacionalistas locais que surgiram na Hungria entre as guerras (particularmente o Partido da Cruz Flechada) quanto era ao comunismo. O líder da Cruz Flechada, Ferenc Szálasi, foi repetidamente preso sob o comando de Horthy.
John F. Montgomery, que serviu em Budapeste como embaixador dos EUA de 1933 a 1941, admirava abertamente esse lado do caráter de Horthy e relatou o seguinte incidente em suas memórias: em março de 1939, apoiadores da Cruz Flechada interromperam uma apresentação na Ópera de Budapeste gritando "Justiça para Szálasi!" alto o suficiente para o regente ouvir. Uma briga começou e, quando Montgomery foi dar uma olhada mais de perto, descobriu que:
Dois ou três homens estavam no chão e ele [Horthy] segurava outro pelo pescoço, esbofeteando-o e gritando o que eu soube depois: "Então você trairia seu país, não é?". O Regente estava sozinho, mas tinha a situação sob controle… Todo o incidente era típico não apenas do profundo ódio do Regente pela doutrina estrangeira, mas também do tipo de homem que ele é. Embora tivesse cerca de setenta e dois anos, não lhe ocorreu pedir ajuda; ele seguiu em frente como um capitão com um motim em suas mãos.

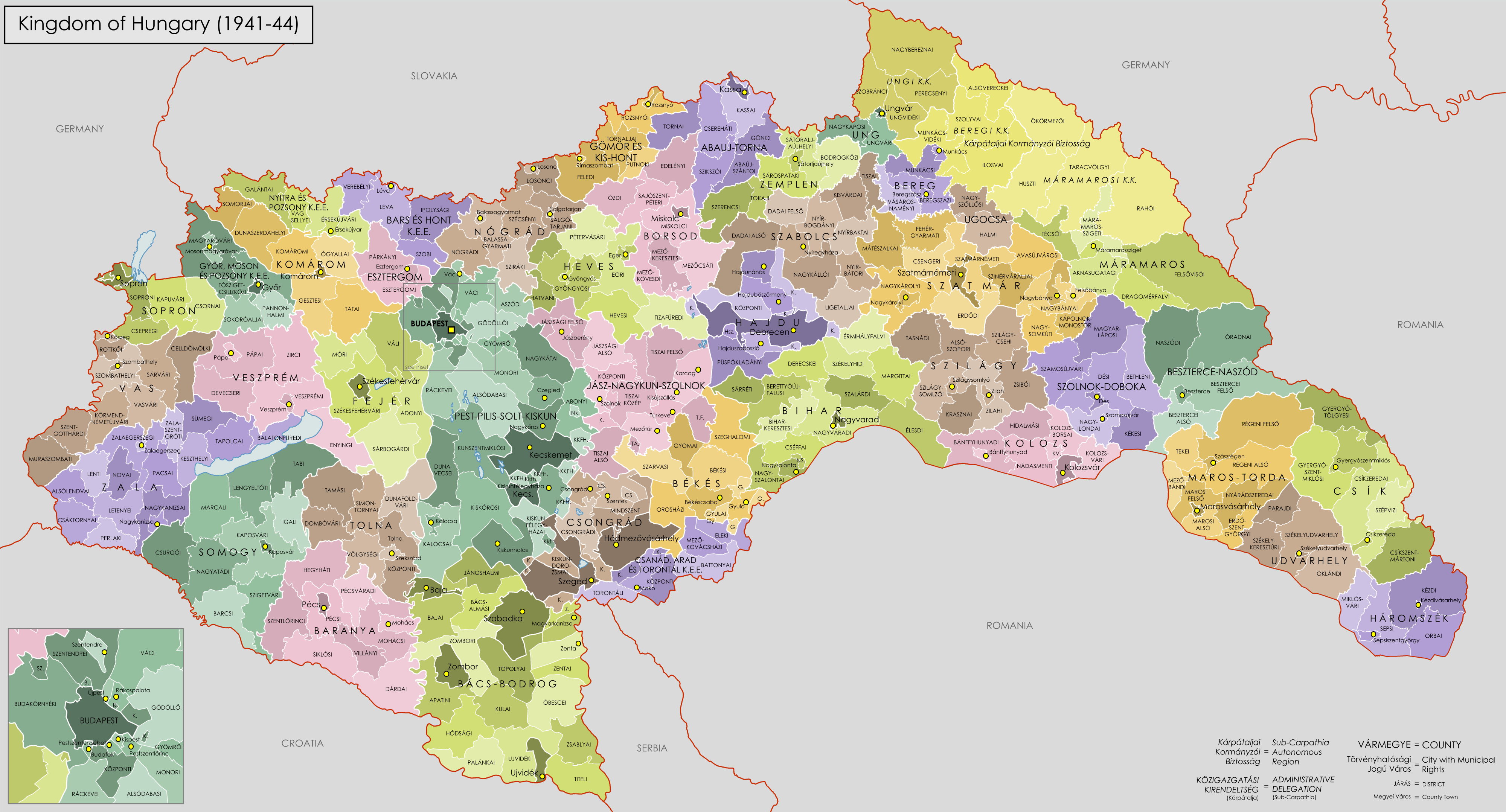
Hungria em 1941, após recuperar territórios da Tchecoslováquia, Romênia e Iugoslávia

E, no entanto, na época desse episódio, Horthy havia permitido que seu governo cedesse às exigências nazistas de que os húngaros promulgassem leis restringindo a vida dos judeus do país. A primeira lei antijudaica húngara, em 1938, limitou o número de judeus nas profissões liberais, no governo e no comércio a vinte por cento, e a segunda reduziu-o para cinco por cento no ano seguinte; 250.000 judeus húngaros perderam os seus empregos como resultado. Uma "Terceira Lei Judaica" de agosto de 1941 proibia judeus de se casarem com não judeus e definia qualquer pessoa que tivesse dois avós judeus como "racialmente judia". Um homem judeu que tivesse relações sexuais fora do casamento com uma "mulher não judia decente residente na Hungria" poderia ser condenado a três anos de prisão.

As opiniões pessoais de Horthy sobre os judeus e seu papel na sociedade húngara são objeto de algum debate. Em uma carta de outubro de 1940 ao primeiro-ministro conde Pál Teleki, Horthy ecoou um sentimento nacional generalizado: que os judeus desfrutavam de muito sucesso no comércio, nas profissões e na indústria — sucesso que precisava ser restringido:
Quanto à questão judaica, fui antissemita durante toda a minha vida. Nunca tive contato com judeus. Considerei intolerável que aqui na Hungria tudo, cada fábrica, banco, grande fortuna, negócio, teatro, imprensa, comércio, etc., estivesse em mãos judaicas, e que o judeu fosse a imagem refletida da Hungria, especialmente no exterior. No entanto, como uma das tarefas mais importantes do governo é elevar o padrão de vida, ou seja, precisamos adquirir riqueza, é impossível, em um ou dois anos, substituir os judeus, que têm tudo em suas mãos, e substituí-los por elementos incompetentes, indignos e, em sua maioria, falastrões, pois iríamos à falência. Isso exigiria pelo menos uma geração.

### Guerra

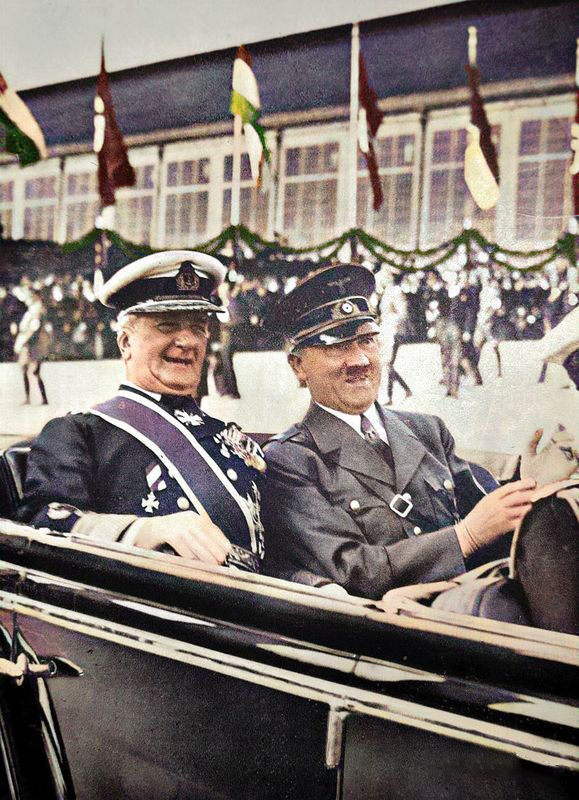
Horthy com Hitler em 1938

O Reino da Hungria foi gradualmente arrastado para a guerra. Em 1939 e 1940, voluntários húngaros foram enviados para a Guerra de Inverno da Finlândia, mas não tiveram tempo de participar dos combates antes do fim da guerra. Em abril de 1941, a Hungria tornou-se, de fato, um membro do Eixo. A Hungria permitiu que Hitler enviasse tropas através do território húngaro para invadir a Iugoslávia e, por fim, enviou suas próprias tropas para reivindicar sua parte do desmembrado Reino da Iugoslávia. O primeiro-ministro Pál Teleki, horrorizado por não ter conseguido impedir esse conluio com os nazistas, apesar de ter assinado um pacto de não agressão com a Iugoslávia em dezembro de 1940, cometeu suicídio.
Em junho de 1941, o governo húngaro finalmente cedeu às exigências de Hitler de que a nação contribuísse para o esforço de guerra do Eixo. Em 27 de junho, a Hungria tornou-se parte da Operação Barbarossa e declarou guerra à União Soviética. Os húngaros enviaram tropas e material apenas quatro dias depois de Hitler iniciar sua invasão à União Soviética em 22 de junho de 1941.
Dezoito meses depois, menos bem equipados e menos motivados do que os seus aliados alemães, 200.000 soldados do Segundo Exército Húngaro acabaram por manter a frente no rio Don, a oeste de Stalingrado.

A Hungria também declarou guerra aos Estados Unidos; o seguinte é um trecho dos diários de Galeazzo Ciano:
O embaixador entrega a declaração de guerra ao Departamento de Estado, mas o sujeito de lá não está muito preparado: "Nosso reino…" "Então vocês têm um rei." "Não, nós temos um almirante." "Ah, vocês estão no mar!" "Não, nós não temos acesso ao mar." "Mas vocês têm divergências com os EUA." "Não, nós temos divergências com a Romênia."
O primeiro massacre de judeus do território húngaro ocorreu em agosto de 1941, quando autoridades governamentais ordenaram a deportação de judeus sem cidadania húngara (principalmente refugiados de outros países ocupados pelos nazistas) para a Ucrânia. Aproximadamente 18.000 a 20.000 desses deportados foram massacrados por Friedrich Jeckeln e suas tropas da SS; apenas 2.000 a 3.000 sobreviveram. Esses assassinatos são conhecidos como Massacre de Kamianets-Podilskyi. Este evento, no qual o massacre de judeus pela primeira vez chegou a dezenas de milhares, é considerado um dos primeiros massacres em larga escala do Holocausto. Devido às objecções da liderança da Hungria, as deportações foram interrompidas.
No início de 1942, Horthy já tentava se distanciar do regime de Hitler. Em março daquele ano, ele demitiu o primeiro-ministro pró-alemão László Bárdossy e o substituiu por Miklós Kállay, um moderado que Horthy esperava afrouxar os laços da Hungria com a Alemanha. Kállay sabotou com sucesso a cooperação econômica com a Alemanha nazista, protegeu refugiados e prisioneiros, resistiu à pressão nazista em relação aos judeus, estabeleceu contato com os Aliados e negociou condições sob as quais a Hungria mudaria de lado contra a Alemanha. Contudo, os Aliados não estavam próximos o suficiente. Quando os alemães ocuparam a Hungria em março de 1944, Kállay se escondeu. Ele foi finalmente capturado pelos nazistas, mas foi libertado quando a guerra terminou. Em 1944, Horthy secretamente instruiu Géza Lakatos (primeiro-ministro da Hungria) a remover autoridades de extrema direita do governo.
Em setembro de 1942, uma tragédia pessoal atingiu o regente húngaro. István Horthy, de 37 anos, filho mais velho de Horthy, foi morto. István Horthy foi vice-regente da Hungria e tenente de voo na reserva, 1/1 Esquadrão de Caça da Força Aérea Real Húngara. Ele morreu quando seu caça Hawk (Héja) caiu em um campo de aviação perto de Ilovskoye.
Em janeiro de 1943, o entusiasmo da Hungria pelo esforço de guerra, que nunca foi especialmente alto, sofreu um tremendo golpe. O exército soviético, no auge de sua reviravolta triunfante após a Batalha de Stalingrado, derrotou as tropas romenas em uma curva do Rio Don e praticamente destruiu o Segundo Exército Húngaro em poucos dias de combate. Nesta única ação, as mortes em combate na Hungria aumentaram em 80.000. Judeus e não judeus sofreram juntos nesta derrota, uma vez que as tropas húngaras foram acompanhadas por cerca de 40.000 judeus e prisioneiros políticos em unidades de trabalho forçado, cuja função era limpar campos minados.
Autoridades alemãs culparam os judeus húngaros pela "atitude derrotista" da nação. Após o desastre de Don Bend, Hitler exigiu em uma reunião em abril de 1943 que Horthy punisse os 800.000 judeus que ainda viviam na Hungria, que, segundo Hitler, eram responsáveis por essa derrota. Em resposta, Horthy e seu governo forneceram 10.000 judeus deportados para batalhões de trabalho. Com a crescente conscientização de que os Aliados poderiam vencer a guerra, tornou-se mais conveniente não atender a novas solicitações alemãs. Cautelosamente, o governo húngaro começou a explorar contactos com os Aliados na esperança de negociar uma rendição.
Antes da ocupação alemã na área da Hungria, cerca de 63.000 judeus pereceram. No total, os judeus húngaros sofreram perto de 560.000 baixas. No entanto, o próprio Horthy tomou conhecimento da situação dos judeus em Auschwitz em 1944, quando um dos amigos da família, Pető Ernő, um dos líderes do Conselho Central Judaico, revelou a verdade sobre as deportações. Um amigo pessoal de Horthy, o conde Bethlen István, também pediu a substituição da administração de Sztójay e a abolição da deportação. Ele chamou a deportação de "desumana, estúpida e indigna do caráter húngaro com o qual o atual governo manchou o nome húngaro aos olhos do mundo". A lei contra as deportações foi aprovada em 26 de junho.

### Ocupação

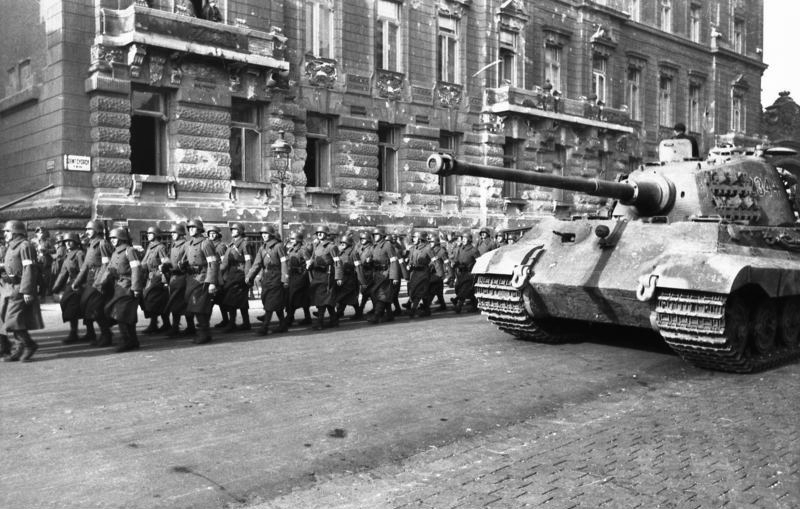
Um Tigre II alemão com uma coluna de soldados da Cruz Flechada em Budapeste

Em 1944, o Eixo estava perdendo a guerra, e o Exército Vermelho estava nas fronteiras da Hungria. Temendo que os soviéticos invadissem o país, Kállay, com a aprovação de Horthy, fez inúmeras tentativas de aproximação com os Aliados. Ele até prometeu se render incondicionalmente a eles quando chegassem ao território húngaro. Um Hitler enfurecido convocou Horthy para uma conferência no Castelo de Klessheim, perto de Salzburgo. Ele pressionou Horthy a fazer maiores contribuições ao esforço de guerra e novamente ordenou que ele ajudasse a matar mais judeus da Hungria. Horthy agora permitiu a deportação de um grande número de judeus (o número geralmente aceito é 100.000), mas não iria além disso.
A conferência foi uma farsa. Quando Horthy voltava para casa em 19 de março, a Wehrmacht invadiu e ocupou a Hungria. Foi dito a Horthy que ele só poderia permanecer no cargo se demitisse Kállay e nomeasse um novo governo que cooperasse totalmente com Hitler e seu plenipotenciário em Budapeste, Edmund Veesenmayer. Sabendo que a alternativa provável seria um gauleiter que trataria a Hungria da mesma maneira que os outros países sob ocupação nazista, Horthy concordou e nomeou seu embaixador na Alemanha, General Döme Sztójay, como primeiro-ministro. Os alemães originalmente queriam que Horthy renomeasse Béla Imrédy (que havia sido primeiro-ministro de 1938 a 1939), mas Horthy tinha influência suficiente para fazer com que Veesenmayer aceitasse Sztójay. Contrariando as esperanças de Horthy, o governo de Sztójay decidiu participar entusiasticamente do Holocausto.
Os principais agentes dessa colaboração foram Andor Jaross, o Ministro do Interior, e seus dois secretários de Estado raivosamente antissemitas, László Endre e László Baky (que mais tarde seriam conhecidos como o "Trio da Deportação"). Em 9 de abril, o primeiro-ministro Sztójay e os alemães obrigaram a Hungria a colocar 300.000 judeus à "disposição" do Reich, sentenciando, na prática, a maioria dos judeus restantes do país à morte. Cinco dias depois, em 14 de abril, Endre, Baky e o tenente-coronel da SS Adolf Eichmann iniciaram a deportação dos judeus húngaros restantes. A Estrela Amarela, as leis de guetização e a deportação foram concluídas em menos de 8 semanas com a ajuda do novo governo e das autoridades húngaras. A deportação de judeus húngaros para Auschwitz começou em 14 de maio de 1944 e continuou a um ritmo de 12 a 14 mil por dia até 24 de julho.

Ao saber das deportações, Horthy escreveu a seguinte carta ao primeiro-ministro:
Caro Sztójay: Eu estava ciente de que o Governo, na situação imposta, precisa tomar muitas medidas que não considero corretas e pelas quais não posso assumir responsabilidade. Entre essas questões está o tratamento da questão judaica de uma maneira que não corresponde à mentalidade húngara, às condições húngaras e, aliás, aos interesses húngaros. É claro para todos que o que, entre essas ações, foi feito pelos alemães ou por insistência dos alemães não estava em meu poder impedir, portanto, nesses assuntos, fui forçado à passividade. Como tal, não fui informado com antecedência, ou não estou totalmente informado agora; no entanto, ouvi recentemente que, em muitos casos, superamos os alemães em desumanidade e brutalidade. Exijo que a gestão dos assuntos judaicos no Ministério do Interior seja retirada das mãos do Vice-Ministro László Endre. Além disso, a nomeação de László Baky para a gestão das forças policiais deve ser encerrada o mais breve possível.
Pouco antes do início das deportações, dois prisioneiros judeus eslovacos, Rudolf Vrba e Alfréd Wetzler, escaparam de Auschwitz e passaram detalhes do que estava acontecendo dentro dos campos para autoridades na Eslováquia. Este documento, conhecido como Relatório Vrba-Wetzler, foi rapidamente traduzido para o alemão e passado entre grupos judaicos e depois para autoridades aliadas. Os detalhes do relatório foram transmitidos pela BBC em 15 de junho e impressos no The New York Times em 20 de junho. Líderes mundiais, incluindo o Papa Pio XII (25 de junho), o Presidente dos EUA Franklin D. Roosevelt em 26 de junho e o Rei Gustavo V da Suécia em 30 de junho, posteriormente imploraram a Horthy que usasse sua influência para impedir as deportações. Roosevelt ameaçou especificamente retaliações militares se os transportes não fossem interrompidos. Em 2 de julho de 1944, Horthy reprimiu uma tentativa de golpe dos hungaristas usando forças leais. Dessa forma, ele neutralizou temporariamente os homens que planejavam deportar os judeus. Isso permitiu que Horthy emitisse a ordem interrompendo as deportações em 7 de julho. Os transportes pararam. Naquela altura, 437.000 judeus tinham sido enviados para Auschwitz em 147 comboios, a maioria deles para a morte. Horthy foi informado sobre o número de judeus deportados alguns dias depois: "aproximadamente 400.000". Rudolf Hoss, o comandante de Auschwitz, implorou às autoridades húngaras que não enviassem mais do que um transporte em dias alternados, uma vez que os crematórios do campo não tinham capacidade para lidar com a quantidade de corpos que chegavam das câmaras de gás.
Segundo muitas estimativas, uma em cada três pessoas assassinadas em Auschwitz durante a sua operação era um judeu húngaro morto entre maio e julho de 1944.
Ainda há alguma incerteza sobre o quanto Horthy sabia sobre o número de judeus húngaros que estavam sendo deportados, seu destino e seu destino pretendido — e quando ele sabia disso, bem como o que poderia ter feito a respeito. Segundo o historiador Péter Sipos, o governo húngaro já sabia do genocídio judeu desde 1943. Alguns historiadores argumentaram que Horthy acreditava que os judeus estavam sendo enviados para os campos para trabalhar e que seriam devolvidos à Hungria após a guerra. O próprio Horthy escreveu nas suas memórias: "Só em agosto", escreveu ele, "chegaram-me informações secretas sobre a horrível verdade sobre os campos de extermínio". Acredita-se que a declaração de Vrba-Wetzler tenha sido passada ao líder sionista húngaro Rudolf Kastner o mais tardar em 28 de abril de 1944, Kastner não a tornou pública. Ele fez um acordo com a SS para permanecer em silêncio a fim de salvar os judeus que escaparam no trem Kastner. O "trem Kastner", um comboio que permitiu que judeus húngaros escapassem para a Suíça, partiu de Budapeste em 30 de junho de 1944.

### Deposição e prisão
Em agosto de 1944, a Romênia se retirou do Eixo e se voltou contra a Alemanha e seus aliados. Esse desenvolvimento, um sinal do fracasso do esforço de guerra alemão, levou Horthy, em Budapeste, a reconsolidar sua posição política. Ele depôs Sztójay e os outros ministros amigos dos nazistas instalados na primavera anterior, substituindo-os por um novo governo sob o comando de Géza Lakatos. Ele interrompeu as deportações em massa de judeus e ordenou que a polícia usasse força letal se os alemães tentassem retomá-las. Embora alguns grupos menores continuassem a ser deportados de trem, os alemães não pressionaram Horthy para aumentar o ritmo de volta aos níveis anteriores a agosto. Na verdade, quando Horthy rejeitou o pedido de Eichmann para reiniciar as deportações, Heinrich Himmler ordenou que Eichmann regressasse à Alemanha.

Percebendo que a posição da Hungria era insustentável, Horthy também renovou os apelos pela paz aos Aliados e começou a considerar estratégias para se render à força aliada na qual ele mais desconfiava: o Exército Vermelho. Embora Horthy ainda fosse profundamente anticomunista, suas relações com os nazistas o levaram a concluir que os soviéticos eram o mal menor. Trabalhando por meio de seu confiável general Béla Miklós, que estava em contato com as forças soviéticas no leste da Hungria, Horthy procurou se render aos soviéticos, preservando a autonomia do governo húngaro. Os soviéticos prometeram isso de bom grado e, em 11 de outubro, Horthy e os soviéticos finalmente concordaram com os termos de rendição. Em 15 de outubro de 1944, Horthy disse aos ministros do seu governo que a Hungria havia assinado um armistício com a União Soviética. Ele disse,
"É claro hoje que a Alemanha perdeu a guerra… A Hungria concluiu, portanto, um armistício preliminar com a Rússia e cessará todas as hostilidades contra ela."
Horthy informou a um representante do Reich alemão que "estávamos prestes a concluir um armistício militar com os nossos antigos inimigos e a cessar todas as hostilidades contra eles".
Os nazistas previram a ação de Horthy. Em 15 de outubro, depois que Horthy anunciou o armistício em um discurso de rádio nacional, Hitler iniciou a Operação Panzerfaust, enviando o comando Otto Skorzeny a Budapeste com instruções para remover Horthy do poder. O filho de Horthy, Miklós Horthy Jr., estava se reunindo com representantes soviéticos para finalizar a rendição quando Skorzeny e suas tropas invadiram a reunião e sequestraram o jovem Horthy sob a mira de uma arma. Amarrado em um tapete, Miklós Jr. foi imediatamente levado ao aeroporto e levado de avião para a Alemanha para servir como refém. Skorzeny então descaradamente liderou um comboio de tropas alemãs e quatro tanques Tiger II até os Portões de Viena, no Castelo de Buda, onde os húngaros receberam ordens de não resistir. Embora uma unidade não tenha recebido a ordem, os alemães rapidamente capturaram o Castelo de Buda com derramamento de sangue mínimo; sete soldados foram mortos e vinte e seis feridos.

Horthy foi capturado por Veesenmayer e sua equipe mais tarde no dia 15 e levado para o escritório da Waffen SS, onde ficou detido durante a noite. Veesenmayer disse a Horthy que, a menos que ele revogasse o armistício e abdicasse, seu filho seria morto na manhã seguinte. O fascista Partido da Cruz Flechada rapidamente tomou conta de Budapeste. Com a vida de seu filho em jogo, Horthy consentiu em assinar um documento abdicando oficialmente de seu cargo e nomeando Ferenc Szálasi, líder da Cruz Flechada, como chefe de estado e primeiro-ministro. Horthy entendeu que os alemães queriam apenas a marca de seu prestígio em um golpe da Cruz Flechada patrocinado pelos nazistas, mas mesmo assim assinou. Como ele mais tarde explicou sua capitulação:
"Não renunciei nem nomeei Szálasi como primeiro-ministro. Apenas troquei minha assinatura pela vida do meu filho. Uma assinatura arrancada de um homem sob a mira de uma metralhadora pode ter pouca legalidade."
Horthy encontrou Skorzeny três dias depois no apartamento de Pfeffer-Wildenbruch e foi informado de que seria transportado para a Alemanha em seu próprio trem especial. Skorzeny disse a Horthy que ele seria um "convidado de honra" em um castelo seguro da Baviera. Em 17 de outubro, Horthy foi pessoalmente escoltado por Skorzeny até o cativeiro no Schloss Hirschberg am Haarsee [de] na Baviera, onde foi vigiado de perto, mas lhe foi permitido viver com conforto.
Com a ajuda da SS, a liderança da Cruz Flechada agiu rapidamente para assumir o comando das forças armadas húngaras e impedir a rendição que Horthy havia organizado, embora as tropas soviéticas estivessem agora bem dentro do país. Szálasi retomou a perseguição aos judeus e outros "indesejáveis". Nos três meses entre novembro de 1944 e janeiro de 1945, os esquadrões da morte da Cruz Flechada atiraram entre 10.000 e 15.000 judeus nas margens do Danúbio. A Cruz Flechada também deu as boas-vindas a Adolf Eichmann de volta a Budapeste, onde ele iniciou a deportação dos judeus sobreviventes da cidade. Eichmann nunca concluiu com sucesso esta fase de seus planos, frustrada em grande medida pelos esforços do diplomata sueco Raoul Wallenberg. Da população judaica húngara pré-guerra estimada em 825.000, apenas 260.000 sobreviveram.
Em dezembro de 1944, Budapeste estava sitiada pelas forças soviéticas. A liderança da Cruz Flechada recuou através do Danúbio para as colinas de Buda no final de janeiro e, em fevereiro, a cidade se rendeu às forças soviéticas.
Horthy permaneceu em prisão domiciliar na Baviera até o fim da guerra na Europa. Em 29 de abril, seus guardiões da SS fugiram diante do avanço dos Aliados. Em 1 de maio, Horthy foi primeiro libertado e depois preso por elementos do 7.º Exército dos EUA.

## Exílio
Após sua prisão, Horthy passou por vários locais de detenção antes de finalmente chegar à prisão de Nuremberg no final de setembro de 1945. Lá, ele foi solicitado a fornecer provas ao Tribunal Militar Internacional em preparação para o julgamento da liderança nazista. Embora tenha sido entrevistado repetidamente sobre seus contatos com alguns dos réus, ele não testemunhou pessoalmente. Em Nuremberg, ele se reuniu com seu filho, Miklós Jr.
Horthy gradualmente passou a acreditar que sua prisão havia sido arranjada e coreografada pelos Estados Unidos para protegê-lo dos russos. Na verdade, o antigo regente relatou ter sido informado de que Josip Broz Tito, o novo governante da Iugoslávia, pediu que Horthy fosse acusado de cumplicidade no ataque de Novi Sad em 1942 pelas tropas húngaras na região de Bačka, na Voivodina. O historiador sérvio Zvonimir Golubović afirmou que Horthy não só estava ciente destes massacres genocidas como também os tinha aprovado. Autoridades americanas do julgamento não indiciaram Horthy por crimes de guerra. O antigo embaixador John Montgomery, que tinha alguma influência em Washington, também contribuiu para a libertação de Horthy em Nuremberg.
De acordo com as memórias de Ferenc Nagy, que serviu por um ano como primeiro-ministro na Hungria do pós-guerra, a liderança comunista húngara também estava interessada em extraditar Horthy para julgamento. Nagy disse que Josef Stalin era mais indulgente: que Stalin disse a Nagy durante uma reunião diplomática em abril de 1945 para não julgar Horthy, porque ele era velho e havia oferecido um armistício em 1944. [c]
Em 17 de dezembro de 1945, Horthy foi libertado da prisão de Nuremberg e autorizado a se juntar à sua família na cidade alemã de Weilheim, Baviera. Os Horthys viveram lá por quatro anos, apoiados financeiramente pelo embaixador John Montgomery, seu sucessor, Herbert Pell, e pelo Papa Pio XII, a quem ele conheceu pessoalmente.
Em março de 1948, Horthy voltou a testemunhar no Julgamento dos Ministérios, o último dos doze Julgamentos de Nuremberg realizados pelos EUA; ele testemunhou contra Edmund Veesenmayer, o administrador nazista que controlou a Hungria durante as deportações para Auschwitz na primavera de 1944. Veesenmayer foi condenado a 20 anos de prisão, mas foi libertado em 1951.
Para Horthy, retornar à Hungria era impossível; o país estava agora firmemente nas mãos de um governo comunista patrocinado pelos soviéticos. Em uma extraordinária reviravolta do destino, o chefe do aparato comunista da Hungria no pós-guerra era Mátyás Rákosi, um dos colegas de Béla Kun do malfadado golpe comunista de 1919. Kun foi executado durante os expurgos de Stalin no final da década de 1930, mas Rákosi sobreviveu em uma cela de prisão húngara. Em 1940, Horthy permitiu que Rákosi emigrasse para a União Soviética em troca de uma série de bandeiras de batalha húngaras altamente simbólicas do século XIX que estavam em mãos russas.
Em 1950, a família Horthy conseguiu encontrar um lar em Portugal, graças aos contatos de Miklós Jr. com diplomatas portugueses na Suíça. Horthy e membros de sua família foram transferidos para a cidade costeira de Estoril. Seu apoiador americano, John Montgomery, recrutou um pequeno grupo de húngaros ricos para arrecadar fundos para sua manutenção no exílio. De acordo com a nora de Horthy, a condessa Ilona Edelsheim-Gyulai, os judeus húngaros também apoiaram a família de Horthy no exílio, incluindo o industrial Ferenc Chorin e o advogado László Pathy.
No exílio, Horthy escreveu suas memórias, Ein Leben für Ungarn (Uma Vida para a Hungria), publicadas sob o nome de Nikolaus von Horthy, nas quais ele narrou muitas experiências pessoais desde sua juventude até o fim da Segunda Guerra Mundial. Ele alegou que desconfiava de Hitler durante a maior parte do tempo em que o conheceu e tentou realizar as melhores ações e nomear os melhores oficiais de seu país. Ele também destacou os maus-tratos sofridos pela Hungria por muitos outros países desde o fim da Primeira Guerra Mundial. Horthy foi um dos poucos chefes de estado do Eixo a sobreviver à guerra e, portanto, a escrever memórias do pós-guerra.

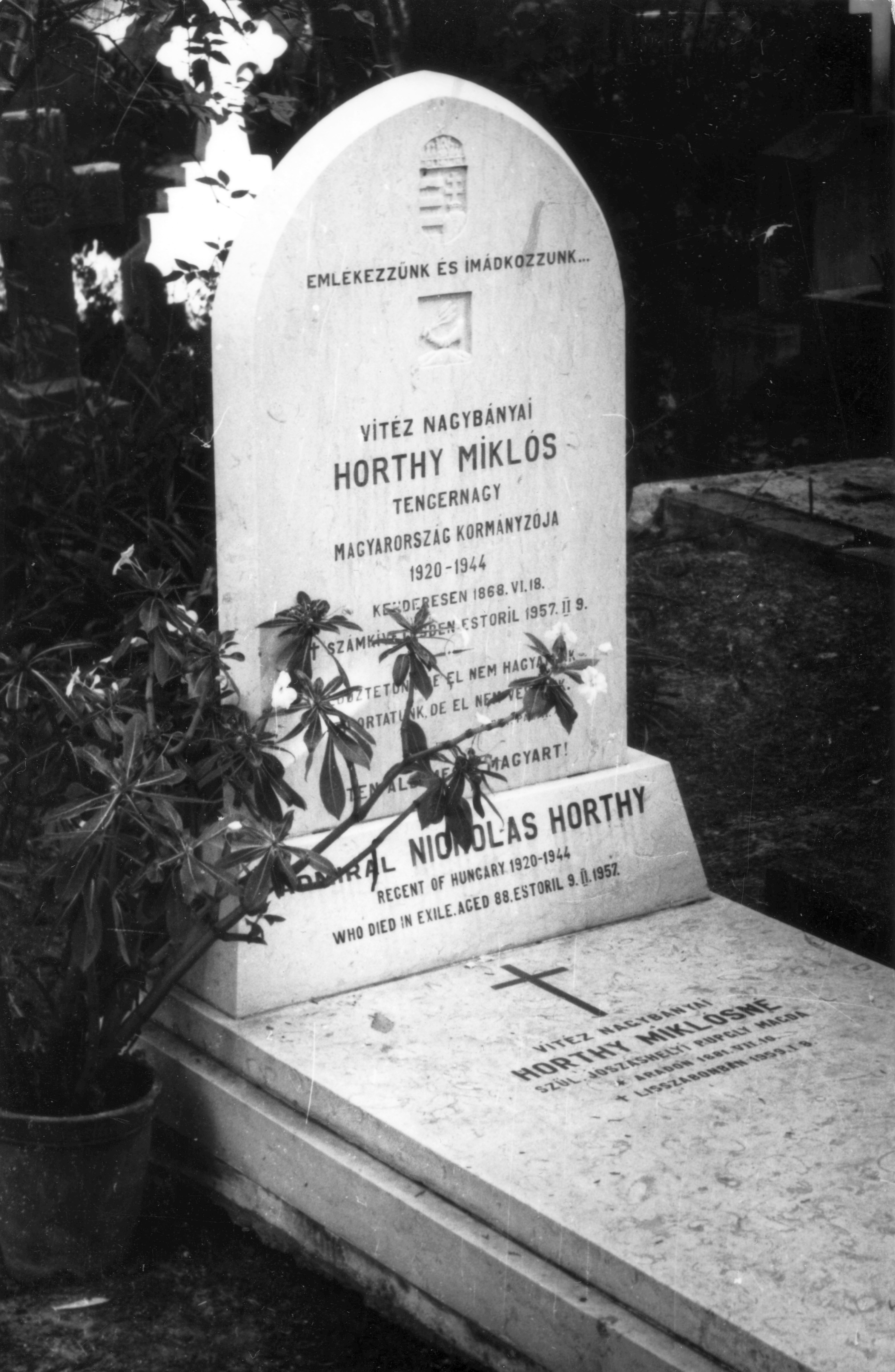
Túmulo original de Horthy no Cemitério Britânico, em Lisboa, onde Horthy foi enterrado de 1957 a 1993.

Horthy nunca perdeu seu profundo desprezo pelo comunismo e, em suas memórias, ele culpou a aliança da Hungria com o Eixo pela ameaça representada pelos "bárbaros asiáticos" da União Soviética. Ele protestou contra a influência que a vitória dos Aliados deu ao estado totalitário de Stalin. “Não sinto necessidade de dizer ‘eu avisei’”, escreveu Horthy, “nem de expressar amargura pelas experiências que me foram impostas. Em vez disso, sinto admiração e espanto com os caprichos da humanidade.”
Horthy se casou com Magdolna Purgly de Jószáshely em 1901; eles foram casados por pouco mais de 56 anos, até sua morte. Ele teve dois filhos, Miklós Horthy Jr. (frequentemente chamado em inglês de "Nicholas" ou "Nikolaus") e István Horthy, que serviram como seus assistentes políticos; e duas filhas, Magda e Paula. Dos seus quatro filhos, apenas Miklós sobreviveu a ele.
Faleceu em 1957 no Estoril e foi inicialmente sepultado no Cemitério Britânico, em Lisboa. De acordo com notas de rodapé em suas memórias, Horthy ficou muito perturbado com o fracasso da Revolução Húngara de 1956. Em seu testamento, Horthy pediu que seu corpo não fosse devolvido à Hungria "até que o último soldado russo tivesse partido". Seus herdeiros honraram o pedido. Em 1993, dois anos depois que as tropas soviéticas deixaram a Hungria, o corpo de Horthy foi devolvido à Hungria e ele foi enterrado em sua cidade natal, Kenderes. O novo enterro na Hungria foi objeto de alguma controvérsia por parte da esquerda.

## Legado

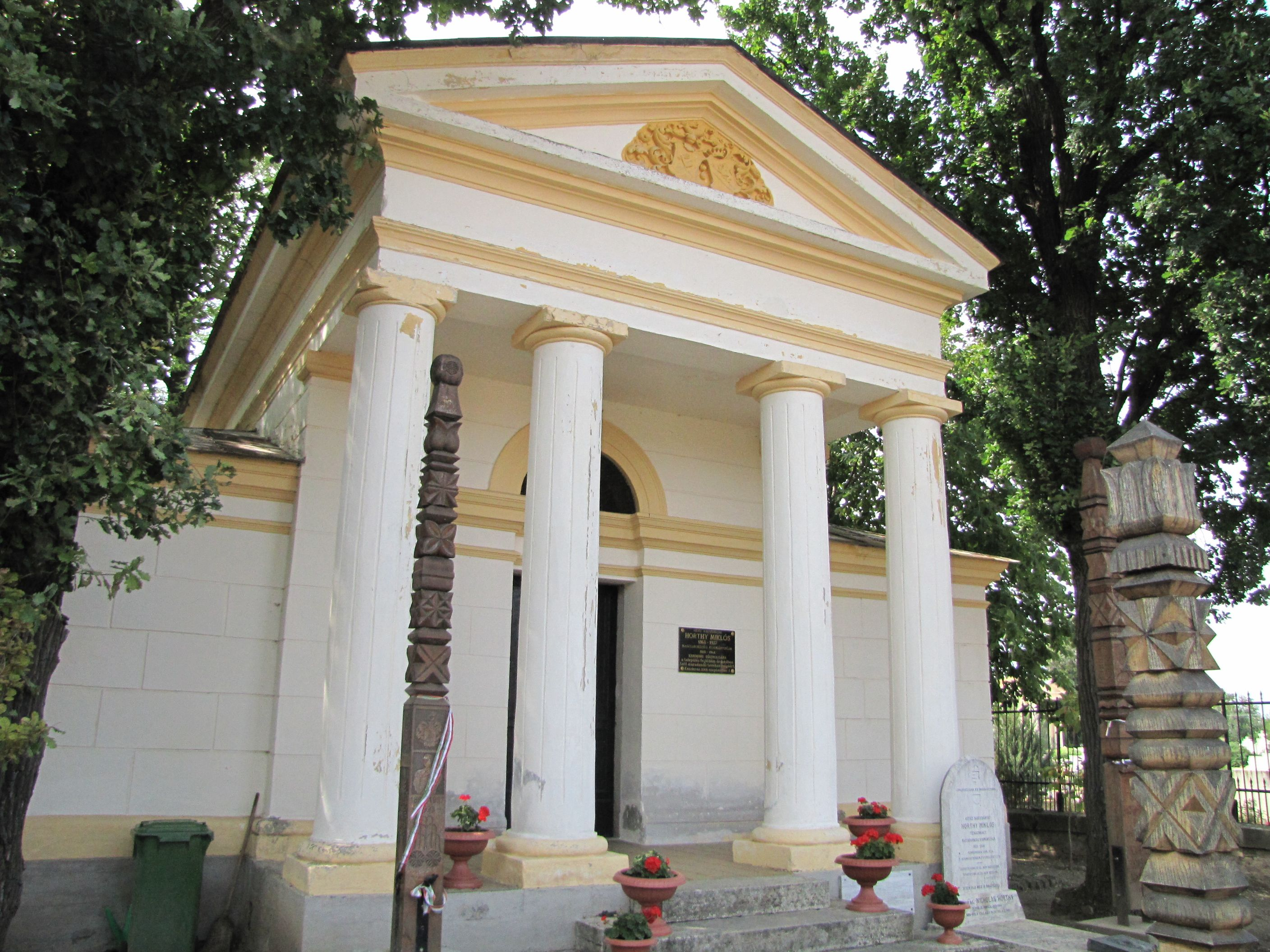
A cripta da família Horthy em Kenderes, onde o próprio Horthy foi enterrado novamente em 1993

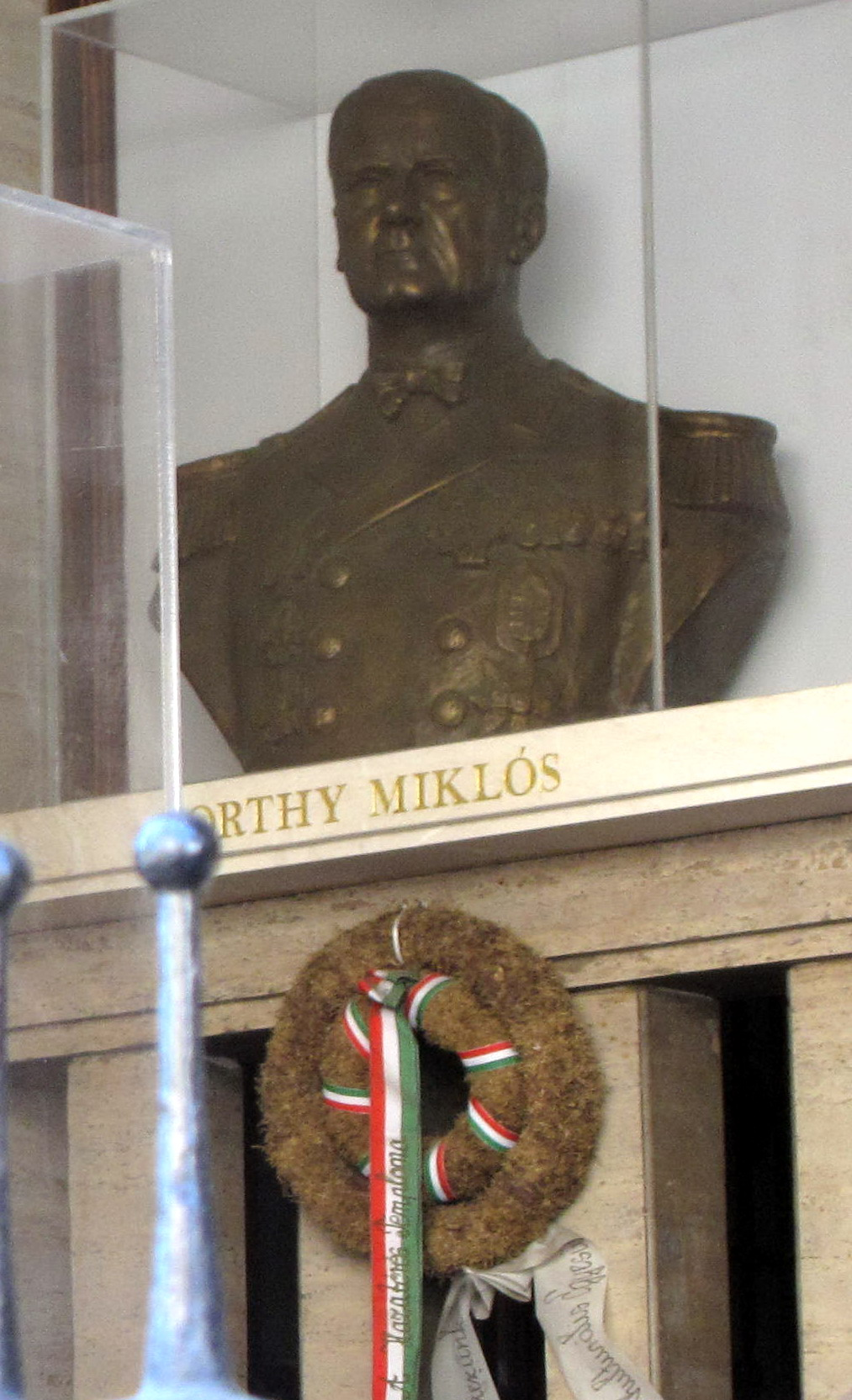
Em 2013, a inauguração do busto de Horthy numa igreja calvinista em Budapeste foi seguida de críticas nacionais e internacionais.

O período entreguerras dominado pelo governo de Horthy é conhecido em húngaro como Horthy-kor ("Era Horthy") ou Horthy-rendszer ("Sistema Horthy"). Seu legado, e o do próprio Horthy, continuam entre os tópicos políticos mais controversos na Hungria atualmente, inseparavelmente ligados ao Tratado de Trianon e ao Holocausto. De acordo com uma escola de pensamento, Horthy era um líder forte, conservador, mas não totalitário, que só fez uma aliança com a Alemanha de Hitler para restaurar as terras que a Hungria perdeu após a Primeira Guerra Mundial e estava relutante, ou mesmo desafiador, diante das exigências da Alemanha de deportar os judeus húngaros. Outros consideram a aliança de Horthy com a Alemanha como imprudente, ou pensam que uma visão positiva de Horthy serve uma agenda histórica revisionista, apontando para a aprovação de várias leis antijudaicas por Horthy – a mais antiga na Europa, em 1920 – como um sinal do seu anti-semitismo e o prelúdio para a colaboração da Hungria no Holocausto.

### Durante a era Horthy
Durante seu reinado, a recepção de Horthy foi bastante positiva, embora de forma alguma monolítica. Os oponentes da curta República Soviética Húngara viam-no como um "salvador nacional", em contraste com os "perdedores da nação" comunistas. Como Horthy se distanciou da política quotidiana, conseguiu cultivar a imagem de almirante governante nacional. A reaquisição pacífica das terras de maioria húngara perdidas após o Trianon reforçou grandemente esta imagem. Os esforços do regime no desenvolvimento económico e na modernização também melhoraram as opiniões dos contemporâneos e, embora a Grande Depressão tenha inicialmente prejudicado a sua imagem, os programas sociais abrangentes de Horthy salvaram a face na maior parte.
Por outro lado, as tendências de direita de Horthy não estavam isentas de críticas, mesmo em sua época. Os liberais burgueses, entre eles Sándor Márai, criticaram o estilo autoritário de Horthy tanto quanto desprezaram as tendências violentas da extrema-esquerda. Ele também foi criticado por monarquistas e elementos da aristocracia e do clero. Embora a oposição mais dura a Horthy tenha vindo inicialmente dos partidos comunistas que ele derrubou e proibiu, no final da década de 1930 ele passou a sofrer críticas crescentes da extrema direita. Depois que o Partido da Cruz Flechada assumiu o controle do país em 1944, Horthy foi denunciado como "traidor" e "amante de judeus".

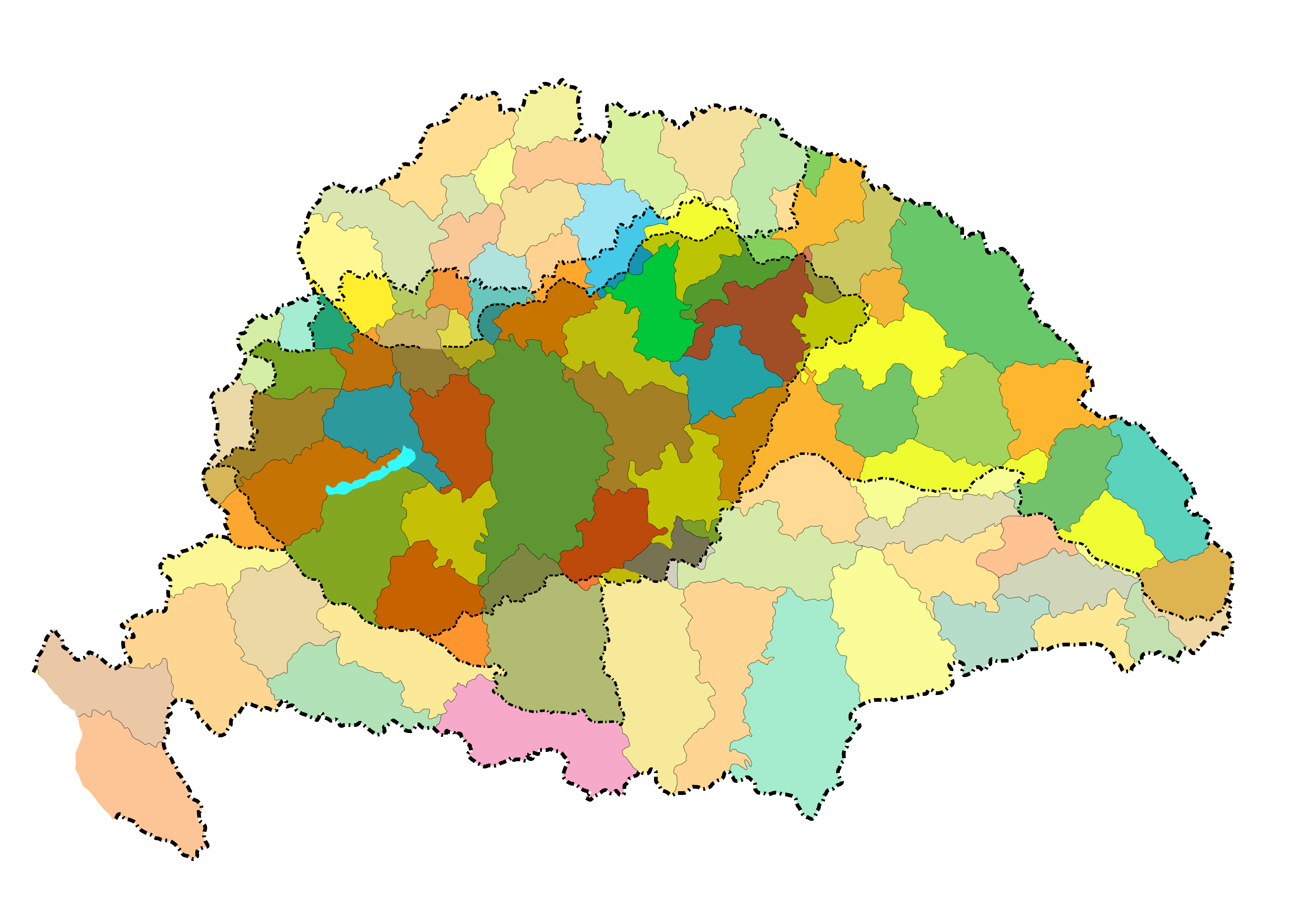
Fronteiras da Hungria (em cores crescentes) em 1920, 1938, 1940 e 1941

A recepção de Horthy no Ocidente foi positiva até a eclosão da Segunda Guerra Mundial e, embora Hitler inicialmente tenha apoiado Horthy, as relações entre os dois líderes azedaram pela negação de Horthy de envolvimento na invasão da Polônia e da Tchecoslováquia. Horthy também via os nazistas como "bandidos e palhaços". A Pequena Entente criticou Horthy, principalmente por seus objetivos políticos irredentistas.

### Durante a era comunista
O governo stalinista de linha dura de Mátyás Rákosi disseminou sistematicamente, através de propaganda e educação estatal, a ideia de que a era Horthy constituiu o "ponto mais baixo da história húngara". Essas opiniões foram apoiadas por ativistas socialistas ou comunistas perseguidos durante a administração Horthy. Especialmente crítica nesta campanha foi a publicação em 1950 do livro didático A História do Povo Húngaro, que denunciou os militares de Horthy como um "bando genocida" composto por "oficiais sociopatas, kulaks e a escória da sociedade". Caracterizou ainda o próprio Horthy como um "escravo dos Habsburgos", um "ditador em flagrante" que "falava húngaro quebrado" e era conhecido por seu "ódio aos trabalhadores e sovietes". A História do Povo Húngaro era leitura obrigatória nas escolas de ensino fundamental durante toda a década de 1950.

A relativa liberalização da Era Kádár, aliada à concomitante profissionalização da história e historiografia húngaras, permitiu avaliações históricas mais objetivas da carreira de Horthy. Volumes populares ainda o retratavam negativamente, fazendo ataques ad hominem abertamente: Horthy foi acusado de bastardia, luxúria, sadismo, ganância, nepotismo, sede de sangue, belicismo e covardia, entre outros vícios. No entanto, as avaliações acadêmicas tornaram-se mais detalhadas. A biografia de Péter Gosztony de 1973, por exemplo, retratou Horthy como um conservador consciencioso e tradicional. Gostony argumentou que Horthy não buscou uma ditadura até a década de 1930 e, embora não tenha conseguido impedir a invasão alemã da Iugoslávia, procurou manter um governo moderadamente liberal, citando a substituição do linha-dura László Bárdossy por Miklós Kállay como primeiro-ministro como evidência disso. Thomas Sakmyster também se mostrou simpático ao reconhecer a "estreiteza de espírito" de Horthy. O historiador húngaro-americano contemporâneo István Deák considera Horthy um exemplo típico de outros homens fortes da época, especialmente os ditadores Francisco Franco da Espanha e Philippe Pétain da França de Vichy. Deák escreve que durante a guerra:
Horthy alternadamente, promovia e se opunha à influência alemã em seu país, dependendo de como julgava o provável resultado da guerra… Da mesma forma, Horthy perseguia e protegia seus súditos judeus, dependendo da evolução dos eventos militares, do status social e do grau de assimilação dos judeus sob seu reinado. No final, ele não foi julgado nem preso, mas, a pedido de Stalin, foi autorizado a exilar-se em Portugal.
Muitos dos descendentes de Horthy que trabalharam e foram associados ao governo comunista geralmente se referiam a ele de forma negativa, sendo os mais proeminentes a família Anđelković, um ramo iugoslavo-húngaro da família de Horthy que lutou contra a ocupação húngara da Voivodina. 

### Reenterro e política contemporânea

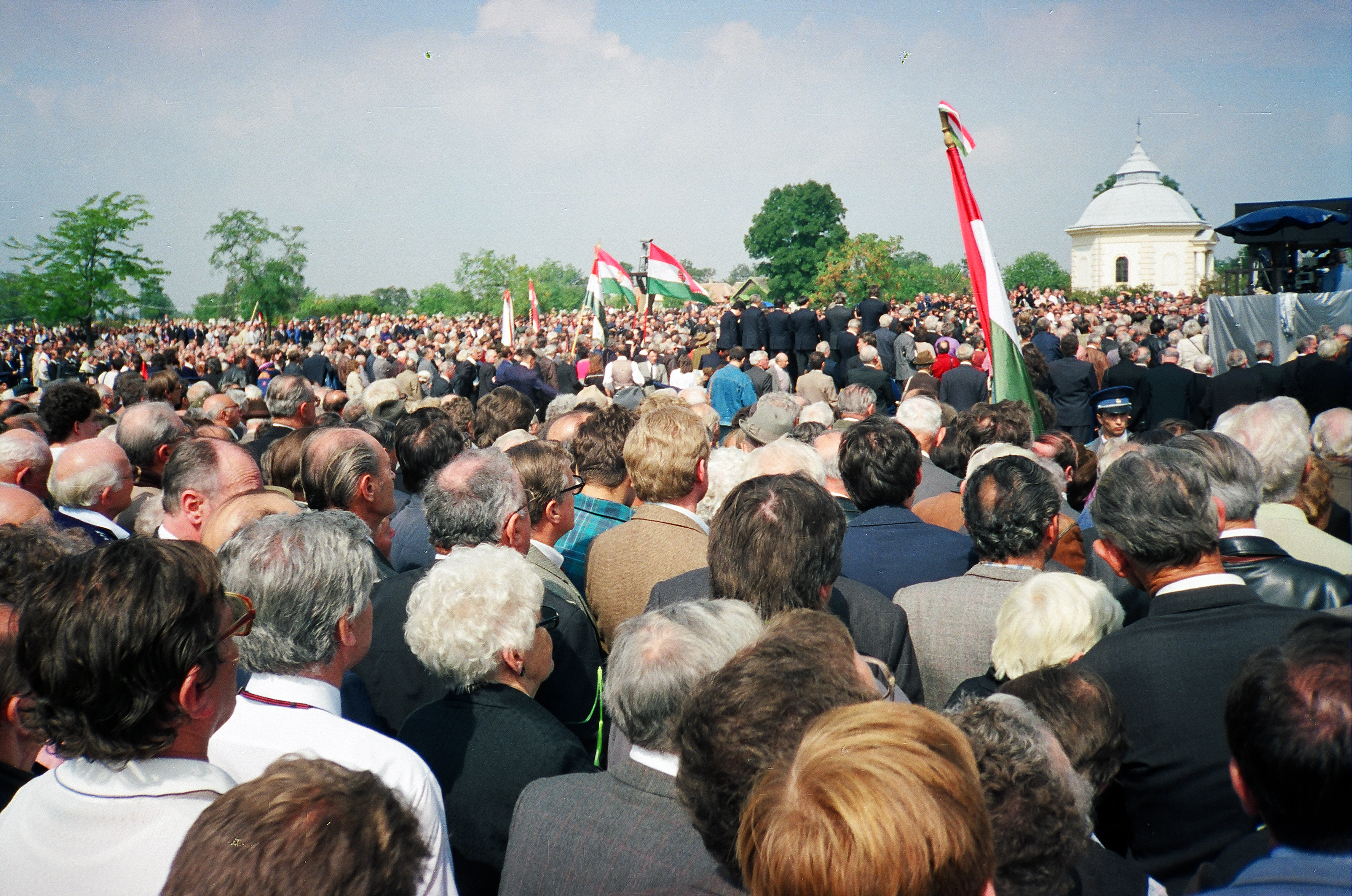
"O enterro de Horthy em 4 de setembro de 1993 em Kenderes". O apoio aberto do governo à cerimónia incitou protestos e atenção internacional

A transição para uma democracia de estilo ocidental permitiu a privatização da mídia, o que levou a uma mudança na forma como Horthy era visto na Hungria. Em 1993, apenas alguns anos após as primeiras eleições democráticas, o corpo de Horthy foi devolvido de Portugal para sua cidade natal, Kenderes. Dezenas de milhares de pessoas, assim como quase todo o gabinete do MDF de József Antall, compareceram à cerimônia. Antall havia prefaciado o enterro com uma série de entrevistas elogiando Horthy como um "patriota". O novo enterro foi transmitido pela televisão estatal e foi acompanhado por protestos em grande escala em Budapeste.
Na Hungria contemporânea, a iconografia de Horthy está associada ao partido de extrema direita Jobbik e seus aliados. O partido nacional-conservador Fidesz também expressou algumas opiniões positivas sobre o legado de Horthy. Desde 2012, estátuas e praças de Horthy foram renomeadas e memoriais foram erguidos em sua homenagem em várias vilas e cidades, incluindo Csókakő, Kereki, Gyömrő e Debrecen. Em Novembro de 2013, a inauguração de uma estátua de Horthy numa igreja calvinista em Budapeste atraiu a atenção e as críticas internacionais.
O Der Spiegel escreveu sobre o ressurgimento do que os seus escritores chamam de "culto Horthy", afirmando que a popularidade de Horthy indica o regresso de elementos irredentistas, reacionários e ultranacionalistas. Os críticos associaram mais especificamente a popularidade de Horthy à Magyar Gárda, um grupo paramilitar que usa imagens da dinastia de Arpades e a incidentes recentes de vandalismo antissemita e anticiganista na Hungria. Enquanto isso, de acordo com repórteres, o Fidesz "protegeu suas apostas" na controvérsia de Horthy, recusando-se a condenar abertamente as estátuas de Horthy e outras comemorações por medo de perder eleitores de direita para o Jobbik. No entanto, alguns políticos do Fidesz classificaram os memoriais de Horthy como "provocativos". Esta tensão levou alguns a rotular o Fidesz como “implicitamente anti-semita” e a acusar o primeiro-ministro Viktor Orbán de uma agenda “revisionista”.
Grupos de esquerda como o Partido Socialista Húngaro condenaram a historiografia positiva de Horthy. Em 2012, por exemplo, o então líder do partido, Attila Mesterházy, condenou a posição do governo de Orbán como "indesculpável", alegando que o Fidesz estava "se associando abertamente à ideologia do regime que colaborava com os fascistas". As palavras levaram a ações em alguns casos, como quando o ativista de esquerda Péter Dániel vandalizou um busto rural de Horthy, mergulhando-o em tinta vermelha e pendurando uma placa que dizia "Assassino em massa - Criminoso de guerra" em seu pescoço. Os vândalos ultranacionalistas reagiram profanando um cemitério judeu em Székesfehérvár e vandalizando vários memoriais do Holocausto em Budapeste.
Em 2017, Orbán afirmou sua visão positiva de Horthy, comentando em um discurso que considera Horthy um "estadista excepcional" e dando a ele crédito pela sobrevivência do estado húngaro após a Primeira Guerra Mundial. O Museu do Holocausto dos EUA respondeu numa declaração denunciando Orbán e o governo húngaro por tentarem "reabilitar a reputação do líder húngaro em tempo de guerra, Miklós Horthy, que era um antissemita declarado e cúmplice no assassinato da população judaica do país durante o Holocausto".

## Representações na mídia
No filme de TV da NBC de 1985, Wallenberg: A Hero's Story, o papel de Horthy foi interpretado pelo ator húngaro Guy Deghy, que aparecia barbudo, embora Horthy (como mostram as fotos) parecesse consistentemente barbeado ao longo de sua vida.
Na série de filmes de TV espanhola de 2011, El ángel de Budapest (O anjo de Budapeste), também ambientada durante a estada de Wallenberg na Hungria em 1944, ele é interpretado pelo ator László Agárdi. No filme de ação e drama americano de 2014, Walking with the Enemy, Horthy é interpretado por Ben Kingsley. O filme retrata a história de um jovem durante a tomada do poder pelo Partido da Cruz Flechada na Hungria.

## Honras e condecorações

### Honras nacionais
Fonte: Horthy, Miklós (2011). Emlékirataim (em húngaro). [S.l.]: Európa Könyvkiadó. Consultado em 25 de maio de 2025.
- Grã-Cruz da Ordem Militar de Maria Teresa[130]

- Cruz de Cavaleiro da Ordem Militar de Maria Teresa

- Grã-Cruz da Real Ordem Húngara de São Estevão
- Grã-Cruz da Cruz de Mérito do Reino da Hungria
- Grã-Cruz da Ordem do Mérito do Reino da Hungria

- Grã-Cruz da Ordem do Mérito do Reino da Hungria com a Santa Coroa da Hungria

- Estrela da Cruz Vermelha Húngara

- Cruz de Mérito Militar de 2.ª Classe com Decoração de Guerra

- Cruz de Cavaleiro da Ordem de Leopoldo com Decoração de Guerra

- Ordem da Coroa de Ferro de 3ª Classe com Decoração de Guerra

- Cruz de Mérito Militar de 1.ª Classe com Decoração de Guerra e Espadas

- Medalha de Mérito Militar de Bronze "Signum Laudis" com Fita de Guerra e Espadas

- Medalha de Mérito Militar de Bronze "Signum Laudis" com Fita Civil Vermelha
- Ordem da Coroa de Ferro de 3ª Classe com Decoração de Guerra e Espadas

- Medalha de Mérito Militar Húngara de Bronze "Signum Laudis"
- Medalha de Mérito Militar Húngara de Bronze "Signum Laudis" com Fita de Guerra

- Insígnia Comemorativa de Francisco José de 1.ª Classe

- Cruz da Tropa de Carlos

- Medalha de Ferido

- Medalha Húngara de Memória da Guerra com Espadas

- Cruz de Serviço Militar de 1.ª Classe por 50 anos de serviço contínuo

- Cruz de Serviço Militar de 2.ª Classe por 30 anos de serviço contínuo

- Cruz de Serviço Militar de 3.ª Classe por 25 anos de serviço contínuo

- Medalha do Jubileu de 1898 (Signum Memoriae)

Brasão de Miklós Horthy como Cavaleiro da Ordem de Carlos III (Espanha)

- Cruz do Jubileu de 1908

- Cruz de Mobilização de 1912/13
- Ordem de Vitéz

### Honras estrangeiras
Fonte: Horthy, Miklós (2011). Emlékirataim (em húngaro). [S.l.]: Európa Könyvkiadó. Consultado em 25 de maio de 2025.
- Albânia: Ordem de Besa, Grã-Cruz
- Áustria
  - Medalha Comemorativa de Guerra
  - Ordem do Merito, Grã-Cruz
- Bélgica: Ordem de Leopoldo, Grande Cordão
- Bulgária:
  - Medalha Memorial "Pela Participação na Guerra Europeia de 1915-1918"
  - Ordem dos Santos Cirilo e Metódio, Grã-Cruz
- Chile: Ordem do Mérito, Grã-Cruz
- Croácia: Grande Ordem do Rei Dmitar Zvonimir
- Dinamarca: Ordem do Elefante
- Reino do Egito: Ordem de Maomé Ali, Grã-Cruz
- Estônia
  - Ordem da Cruz da Águia, 1.ª Classe
  - Cruz da Liberdade
  - Ordem da Cruz Vermelha da Estônia, 1.ª Classe
  - Colar da Ordem da Estrela Branca
- Finlândia
  - Ordem da Rosa Branca da Finlândia, Grã-Cruz
  - Medalha Memorial da Guerra de Inverno (1939-1940)
- Império Alemão:
  - Cruz de Ferro
    - 1.ª Classe (1914)
    - 2.ª Classe (1914)

  -  Reino da Baviera:
    - Ordem de São Miguel, 2.ª Classe

  -  Prússia:
    - Ordem de São João (Bailiado de Brandemburgo)
    - Ordem da Águia Vermelha, 2.ª Classe com Espadas
    - Ordem da Coroa, 3.ª Classe
- Alemanha Nazista
  - Cruz de Cavaleiro da Cruz de Ferro
  - Cruz de Ferro
    - Barreta da Cruz de Ferro 1.ª Classe
    - Barreta da Cruz de Ferro de 2.ª Classe

  - Cruz de Honra da Guerra Mundial 1914/1918
  - Ordem da Águia Alemã, Grã-Cruz
- Grécia: Ordem do Redentor, Grã-Cruz
- Reino da Itália:
  - Ordem da Coroa da Itália, Grande Oficial
  - Ordem Suprema da Santíssima Anunciação
- Império do Japão: Ordem do Crisântemo, Grã-Cruz
- Letônia: Ordem das Três Estrelas Comandante, Grã-Cruz com Corrente
- SMOM: Ordem Soberana e Militar de Malta, 1.ª Classe
- Montenegro:
  - Medalha do Jubileu de 1908 (Montenegro)
  - Ordem do Príncipe Danilo I, 2.ª Classe
- Países Baixos: Ordem do Leão Neerlandês, Grã-Cruz
- Noruega: Ordem de Santo Olavo, Grã-Cruz
- Império Otomano:
  - Medalha Imtiyaz
  - Ordem de Osmanieh, 2ª Classe
  - Crescente de Ferro
- Polônia:
  - Ordem da Águia Branca, Grã-Cruz
- Espanha: Ordem de Carlos III, Colar e Grã-Cruz de Colar
- Suécia: Ordem Real dos Serafins
- Tailândia: Ordem do Elefante Branco, Grã-Cruz
- Vaticano:
  - Ordem da Espora de Ouro, Cruz
  - Ordem do Santo Sepulcro, Grã-Cruz
- Reino da Iugoslávia: Ordem da Estrela de Karađorđe, Grã-Cruz

### Selos postais
Horthy foi homenageado com a emissão de muitos selos postais pela Hungria. Algumas delas foram emitidas: em 1 de março de 1930, em 1 de janeiro de 1938, em 1 de março de 1940, em 18 de junho de 1941 e em 18 de junho de 1941.